# バトルガール ハイスクール
『バトルガール ハイスクール』（Battle Girl High School）は、株式会社コロプラから配信されていたAndroid・iOS用ゲームアプリ。公式略称は『バトガ』。基本プレイ無料で、アイテム課金が存在する。2015年4月16日にAndroid版とiOS版が配信開始された。また、2015年11月30日から台湾・香港・マカオにおいて、So-net台湾と提携して繁体字版を配信している。App StoreのBest of 2015に選出された。
2019年7月31日15:00（JST）をもってサービスを終了した。

## ゲーム内容
プレイヤーが女子校の新任教師となって、生徒たちと共にバトルする学園アクションRPG。
ゲームは「学園パート」と「バトルパート」に分かれている。「学園パート」で「特訓」・「なでなで」・「プレゼント」をして親密度を上げ、育成した生徒を「バトルパート」にて操作して3Dバトルを行う。また、マルチバトルなどの対戦機能も存在する。

### 学園パート
学園パートで各女の子を表示すると、Live2Dを用いた表情を見ることができる。また女の子の衣装を着替えさせることができる点も大きな特徴である。女の子にタッチすると表情が変わり、数種類の会話を見ることができる（ただし乳房に触れると女の子は何も言わずに怒った表情となる）。会話パターンは親密度によって変わる。ちなみに親密度の上限は100だったが、「思い出のネックレス」をプレゼントすることで上限が120になる。親密度が120になると「親愛なる先生へ」という手紙が貰える。

#### なでなで
女の子の頭をなでることによって親密度を上げることができる。なでなでは30分に1回のペースで回復する。最後のなでなでから48時間なでないと拗ねてしまい、セリフも変わる。この状態はなでるかプレゼントを贈ると機嫌が治る（親密度は上がらない）。また通常の状態から何度かなでなでをすると機嫌が上昇し、周囲に小さなハートが発生し、なでなですると親密度が＋120になる。さらに上記の状態から女の子が好むプレゼントを贈ると、周囲にたくさんの大きなハートが発生し、親密度が＋150になる（通常時は親密度＋100）。
また各女の子の誕生日では誕生日固有セリフが何種類か用意されており、プレゼントを贈った時やなでなでをした時のセリフも固有のものになる。学年が同じキャラクター同士でのセリフも用意されている（みきの誕生日では昴と遥香にみきへの誕生日固有セリフ、など）。『アイドルガール アフタースクール』設定の衣装では学園パートのセリフが変わり（ニュアンスは通常時とほぼ同じ）、プレゼントを贈った時や、なでなでのセリフも若干変化する。

#### ステータス
女の子の現在のパラメータやセットしているメインカードが表示される。この画面からさらに「ヒミツ♡」「ストーリー」「アルバム」に派生する。
- ヒミツ - 親密度が一定以上になると解放される女の子のプロフィール。
- ストーリー - 親密度が上がるごとに解放される全六種類の「ガールズストーリー」、教室に時々出現する "！" のアイコンをタップすると見られる全十種類の「ミニストーリー」（終わると登場した女の子の親密度が＋100）、入手したカードに付いている「カードストーリー」の三種類。
- アルバム - 入手したカードのステータスやカードの全身図が見られる。カードを交換しても持っていたカードはそのまま表示される（ステータスやスキルの確認は出来ない）。

#### 贈る
コインを消費してプレゼントを購入し、それを女の子にプレゼントすることで親密度が上げられる。イベントなどで入手したアイテムもここから女の子へ贈れる。女の子に個別設定されている好みのものだと効果が高い。
誕生日に女の子へプレゼントを贈ると、特別なお返しがもらえる。さらにそのお返しをプレゼントすることで親密度が大幅に上昇する。

#### 着替え
詳しくは後述。

#### 特訓
「特訓」は時間経過によって、親密度・経験値・絆ptが獲得できる。特訓を行っているキャラクターは教室ではなく、グラウンドにいる。
初期状態で特訓できる人数は3人までだが、星のかけらを消費することで特訓できる人数が増やせる。100個で4人目、200個で5人目、300個で6人目が追加。
特訓は10分の「マラソン」、1時間の「素振り」、4時間の「ダンス」、8時間の「なわとび」の4種類。また衣装に個別に設定されている特殊な特訓もある。特殊な特訓はその期間、親密度や経験値が＋1000だが、期間が終わると「なわとび」と同じ効果になる。
特訓は、バトルでもらえる応援ポイントを消費する「応援」で時間短縮ができる。「スポーツドリンク」が100Ptで10分、「タオル」が500Ptで1時間、「レモン」が1200Ptで4時間、「ドリンク」が2000Ptで8時間だが、残り時間に応じた星のかけらでも時間短縮が可能。

#### 学級日誌
教室で画面に表示されている「学級日誌」にある課題をクリアすると報酬が貰える。詳細をタップすると、何をすればいいのか詳しい解説が確認できる。また上部のタブと下部の矢印をタップすればページが切り替わる。
種類は「今日の課題」「宿題」「期間限定」の3つ。「今日の課題」はその日中（0:00～23:59）が期限。上から5回ステージクリア、10回なでなで、6回特訓、3回マルチを遊ぶの4つ。「宿題」に期限はなく、多数の種類が存在する。「期間限定」は課題ごとに定められた期限がある。開催中のイベントに関するもので「イベントを○○回クリアする」などの課題が多い。

### バトルパート
バトルパートでは、同じくコロプラが提供する『白猫プロジェクト』のインターフェイスである「ぷにコン」が採用されている。
攻撃はタップ（画面を指で叩く）、コンボはタイミングよく攻撃を続けることで持続され、攻撃力が上昇していく。移動はスワイプ（画面をなぞるようにスライド）で、フリック（指を弾くようにスライド）することで回避も可能。スキル選択はタッチして長押し後、セットするスキルを選択する。また7月28日のアップデートにより「ワンタッチ切替」が追加され、バトル画面の右側にあるスキルアイコンをタップすると、使用スキルが瞬時に切り替えられる。スキルの順番はサブカードの追加順。現在のスキル発動中にスキルを切り替えれば、コンボを継続しながら次のスキルが使用できる。「キャラチェンジ」で画面右側の控えキャラクターをタッチすると交代できる。画面上部を左右にスワイプするとカメラが回転する。またクリア条件を達成出来なかった場合（キャラクターが全員戦闘不能、時間経過など）、星のかけらを5個消費して「復活」が可能。
武器は下記の八種類。メインカードごとに装備できる武器が決まっている。
- ソード：攻撃が早く、攻撃範囲が広いオーソドックスな武器。
- スピア：攻撃が早く、直線的な攻撃が多い。
- ハンマー：攻撃は遅いが一撃の威力が高め。
- ガン：遠距離攻撃ができる攻撃範囲が広め。
- ロッド：遠距離攻撃が可能で威力が高め。
- ツインバレット：ガンやロッドと異なって弾数が無限で敵との距離で相性が変わる。
- ブレイドカノン：斬撃と相性無視の砲撃攻撃ができる。
- クローファング：3段階まで溜めることができるチャージ攻撃や、素早い回避が可能。敵に吹っ飛ばされてもフリックすることでコンボを継続したまま復帰できる。

### マルチ
他のプレイヤーと対戦したり、協力するオンラインプレイ。

#### 競技
近くに集まった3人、またはオンラインマッチングにより3人で対戦するモード。「おまかせマッチ」と「フレンドマッチ」が選べる。
「おまかせマッチ」は全国のプレイヤーと自動的にマッチングされる。相手の通信が切れた場合はCPU大戦に切り替わる。「フレンドマッチ」は最初にフレンドマッチを開始した人に専用の番号が発行され、その番号を入力するとマッチングされる。6月9日のアップデートにより、フレンドマッチは競技選択が可能になり、部屋を作成する際に選択可能。ランダムをタップすると、「おまかせマッチ」と同じランダム選択となる。
競技の種類は、敵を倒して出現する赤や白の玉をかごに入れたポイントを競う「玉入れ」、敵を倒して足元のマス（陣）を自分の色に変えて陣の数を競う「陣取り」、敵を倒すと出現する星を取って集めたポイントを競う「星集め」、出現するもぐらを倒して獲得できるポイント数を競う「もぐら叩き」の4種類。
競技が終了すると、順位結果が発表され、それに応じたBP（バトルポイント）が贈られる。BPを消費してルーレットに挑戦できる。ルーレットの景品は主に各種ポイントや素材、コイン、応援Pt、女の子へのプレゼント。ルーレットには3段階の「ランク」があり、ランクアップすると、景品の中身もより豪華になる。ランクは「ランクアップ景品」を当てることでアップする。景品リストは定期的に更新される。ルーレットは1回100BPで回せる。

#### 協力バトル
12月5日から登場。他のプレイヤー2人と共に大型イロウスと戦うマルチプレイバトル。専用クエストでより強力になったイロウスと戦い、ここでしか入手できない報酬のCPとバッジは限定衣装や武器の生産素材と交換可能。
「部屋を作成」はリーダーとなってマルチ部屋を作成。メンバーを募集する際は「部屋番号を発行」、「フォロー募集」、「ランダム募集」のいずれかをタップしてメンバーを待つ。「ランダム募集」はフォローに関係なく、素早くマッチングする。「部屋に参加」は部屋番号を入力することで指定の部屋へ移動している。「相互フォロー」は相互フォローしているフレンドを探す。一覧でクエスト名や難易度など部屋の情報を確認できる。「おまかせマッチ」は全国のプレイヤーとランダムでマッチングする。クエストの指定なし、指定ありでマッチングが異なる。

## あらすじ

### メインストーリー
「先生！3時間目の授業は、渋谷奪還ですね！」

#### 第1部
ときに西暦2045年。突如として出現した謎の生命体「イロウス」は地球をまたたく間に制圧。審判の日と呼ばれる大災害が起き、結果として地球は「瘴気」と呼ばれる有害な気体に包まれ、人類は宇宙空間への移住を余儀なくされる。人類は月やスペースコロニーなどに生存圏を移し、地球を奪還する機会を窺っていた。
神樹ヶ峰女学園（しんじゅがみねじょがくえん）の新任教師として赴任した主人公は、星月みきという女子生徒と出会う。みきは神樹の力を使ってイロウスを倒すことができる「星守」と呼ばれる存在だった。主人公は結社「星の箱舟」に所属することとなり、星守たちとともにイロウスと戦うこととなる。主人公は戦いを通して次第に女子生徒たちと親しくなっていき、星守たちと協力して渋谷や新宿など多くの地区を解放する。だが、彼女たちの前に、大勢の敵を従えたサドネという少女が現れる。イロウスを操る力をもつ彼女の前に苦戦を強いられる星守たち。なんとか彼女とイロウスたちを撃破するが、サドネを扇動していた黒幕エヴィーナはサドネの力を奪い、究極のイロウスを使って人類を滅ぼそうとする。サドネを救出して仲間に加えた星守たちは、究極のイロウスを倒す。そして地球は解放され、復興が始まる。

#### 第2部
復興の進む日本で穏やかにすごす神樹ヶ峰女学園の生徒たち。イロウスの残党がまれに出現するものの、ほとんどの人間は平和が戻ったと信じて疑わなかった。だが、「星守」の一人である成海遥香には気になることがあった。それは各地の学校の女子生徒が次々と誘拐される事件が起こっていることだった。ついに神樹ヶ峰女学園の女子生徒までもが行方不明になるにおよび、事態を憂慮した神樹ヶ峰女学園理事長の神峰牡丹は速やかに対策を行うよう教職員および星守たちに指示する。事件の調査を行う星守たちだが、突如として現れた新型イロウスの前になすすべもなく敗れ全滅の危機に襲われる。しかし、二人の少女が現れ、新型イロウスは一瞬のうちに倒された。その二人の少女の名前は煌上花音と国枝詩穂。有名なアイドルユニット「f*f（フォルテシモ）」のメンバーだった。彼女たちは星守とは別に新型イロウスと戦っていたのだが、星守のことを信用していなかった。主人公は出会い頭に花音を押し倒して胸を揉んでしまい、花音からさらに信用を失うこととなる。新型イロウスを倒せない星守たちは焦燥感に駆られるが、やがてそれぞれが試練を経て覚醒し、星衣フローラという新しい衣装を手にすることにより、新型イロウスと対抗することが可能になった。その後、神樹ヶ峰女学園に転入した花音と詩穂を仲間に加え、星守たちは新型イロウスとの戦いを繰り広げることとなる。

#### 第3部
進路調査表に記載しているみき、昴、遥香の3人の元にやってきた樹と風蘭。将来に悩む昴が2人に何故教員になったのか尋ねる。2人は5年前まで教員の道に進むとは自分達でも思っていなかったことを打ち明ける。「イロイロあった」「オトナの事情」と語る2人に対し、みきはどんな事情かと問う。
そして八雲樹と御剣風蘭、酒出茉梨の3人そろって「最強の星守」と呼ばれ浮かれていたことを話し始める。

#### 第4部
2017年7月から放送されたアニメと連動するストーリー。
星守クラスに突如転入してきた謎の転入生ミサキ。今までに対峙したことのないイロウスを単独で倒すほどの戦闘力を持つものの、冷徹な態度で接し自分勝手な行動ばかり取るミサキに星守たちは反感を抱いていた。しかしながら、南の島での特訓、f*f（フォルテシモ）のライブツアー最終公演、ひとりでは倒せない敵との激闘などを経て、ミサキの厳しさが仲間を守るためであることを他の星守たちは理解し始める。ミサキが星守クラスに打ち解け始めた時期に行われた神樹祭の最中、黒フードを纏った謎の人物が星守たちを襲う。その場は事なきを得たものの、後日再び星守たちが黒フードの襲撃を受けた際に、黒フード集団がミサキと浅からぬ因縁があることが判明する。そしてミサキは自分がここではない別の世界のみきの妹であり、闇神樹によって滅ぼされた並行世界からやってきた星守であることを打ち明ける。

#### 第5部
並行世界からやってきた神樹の闇を祓い、再び平和を取り戻した星守たち。しかしながら、闇に染まった神樹を呼び寄せた敵が並行世界を渡り歩くほどの存在であると考えられることから、まだまだ油断できない状況であった。そんな中、かつてイロウスを操る力で星守たちを苦しめたエヴィーナが神樹ヶ峰女学園に現れる。突然の登場に困惑する星守たちであったが、機械の耳がなくなっていて記憶喪失状態であることや、かつて彼女に付き従っていたサドネの意向もあり、彼女を一時的に学園内で保護することにした。記憶喪失の彼女に事情を聞く中で、自身の名前はエヴィーナではなく雨谷エリカであること、理由は分からないが神樹ヶ峰女学園に強い思い入れがあってやってきたこと、そして記憶をなくす前に誰かに仕えていたという情報を得た星守たちは、エリカが付き従っていた人物が七嶋葵なのではないかと推測する。

#### 第6部
月明かりの夜空の下、樹と風蘭は5年前と姿が変わない茉梨と再会するが・・・。

#### 最終章 卒業
イリスとの最終決戦も終わりイロウスも消え、星守たちも星衣を纏う力も消え失せた。明日葉たちの卒業も近づく中、理事長は先生に対し最後の任務を下す・・・。

### サブストーリー

#### 特別編1 ユメの中のぬくもり
涙を流しながらサドネは夢を見ていた。サドネを心配した楓は目覚めたサドネにどんな夢かと問う。サドネは「男の人と女の人がいて、あたたかかった」と答える。楓はそれをサドネの両親かもしれないと考え、父親と共にサドネの両親について調査を始める。そして一組の候補にぶつかり、「旅行」と偽ってしばらく家を留守にする。しかしそれは「千導院の子ではないから置いていかれた」としてサドネの孤独感を強める。
そんな中桜、ひなたとイロウス退治をしている際、心ここにあらずで戦闘に集中できず、イロウスの攻撃を受け、耳の機械にヒビが入る。ヒビが入ったことで、脳や神経、記憶に干渉する機械であることが判明。ヒビが入ったため、修復するか外すかの二択を迫られるが、即決できるものではなく、修復するにしても準備などで時間がかかるため、ヒビを考慮して戦闘などの激しい運動はしないという約束をする。そしてサドネは記憶が消えることや、記憶がなくなることでサドネがサドネでいられなくなることを考えて「耳の機械を修復して今のまま過ごす」ことを決意。
しかしその決意の直後、イロウス警報が鳴り響く。楓と父親がサドネの両親候補と面会している場所にイロウスが出現した。当然サドネは黙っていられず、樹と風蘭の静止を振り切り、転送装置でワープ。楓達と合流し、ある程度イロウスを撃退し終えた後、大型イロウスを発見。楓が気づいておらず、不意打ちから庇う。しかし機械が大型イロウスの攻撃を受けて壊れ、ショックでサドネは気絶。記憶が消えることを危惧されていたが、目覚めたサドネは楓や星守の記憶を保持したままでいられる最高の結果になった。

#### 特別編2 変わりゆくもの
イロウスを退治しながらも平穏に生活している星守。みき、昴、遥香の3人は慌てた様子で理事長室に入る樹と風蘭を発見。
そこで「時代の流れ」「神樹ヶ峰女学園の役割の終わり」などの会話内容から「神樹ヶ峰女学園が廃校になる」と思う。理事長が出張を繰り返していたこと、星守として戦う機会が減ったことなど、星守たちに心当たりがあった。署名活動などして廃校を止めようと言うみきたちに対し、明日葉は「星守が必要なくなったほど平和になったことは喜ばしい」と説き伏せる。みきも「さみしいけど、きっといいこと」と受け入れる体勢をとる。
そして「できること」を考え、お世話になった先生たちに恩返しとして、願いを叶えることを決める。一通り先生の願いを叶えた後、理事長からの呼び出しを受ける。正式に廃校が決定したと思い、「最後は笑顔で」と覚悟を決める。
しかし今までの出来事を振り返り、「やっぱりイヤだ」と理事長に考えを改めてもらえないかと申し出る。そこで勘違いしていると理事長から言われ、「制服が変わる」だけで「廃校なんて絶対にない」と理事長に言われ、再び神樹ヶ峰女学園に通えることを喜んだ。

## 登場人物

### 神樹ヶ峰女学園
表向きは普通の中高一貫の私立女子校。学園の中心には神樹と呼ばれる不思議な力を持つ大木がある。

#### 高校1年生
星月 みき（ほしつき みき）
声 - 洲崎綾
誕生日：3月15日、身長：156cm、体重：45kg、3サイズ：83/54/82、血液型：O型、部活動：ラクロス部
事実上アプリ版メインストーリーの中心人物にしてヒロイン主人公で、アニメ版でも主人公的存在。主人公である新任教師に学校を案内した。
髪は本人から見て左側を赤いシュシュで結んだ赤茶色のセミロングヘアで、アホ毛がある。
笑顔がトレードマークで、明朗快活な性格。おっちょこちょいですぐに勘違いする傾向があるものの、持ち前の明るさで星守クラスを牽引していく人柄と人望を備える。誰かのために無理をしてしまうところがあり、過去にはそれで軽いケガを追ったこともある。また第1部ではこの性格が原因で一時的に戦えなくなった。星守になった理由は「イロウスが人の笑顔を消してしまう悪いヤツらだと思ったから」。「体を動かすことが好き」と「カッコイイ」という理由で、ラクロス部に所属しているが、当初は料理部を希望していた。バク転ができる。
将来の夢はパティシエだが、肝心の料理の腕は壊滅的、そして本人は料理音痴であることに気づいていない。
星守アイドルプロジェクトでのイメージカラーは赤で、チームレッド「Tiara（ティアラ）」のリーダー。
一人称は「私」。「みく」という妹がおり、「スフレ」という犬を飼っている。うららからのアダ名は「みきてぃ先輩」。イメージカラーは赤。
『アドガ』では「Princess（プリンセス）」のリーダー。
若葉 昴（わかば すばる）
声 - 佐倉綾音
誕生日：5月4日、身長：157cm、体重：45kg、3サイズ：78/57/78、血液型：A型、部活動：フットサル部
スポーツ少女で活発な性格。星守の中でもトップクラスの運動神経を誇る。星守になったのは憧れの先輩である明日葉の影響が大きい。第3部で5年前に明日葉に救われたという場面が僅かに触れられている。
髪型は本人から見て右側に黄緑のヘアピンを付けた緑のショートカット。
スポーツ万能でイロウス討伐作戦で果敢に戦う姿から他の女子生徒から「カッコイイ」と慕われており、女子ファンクラブが学園内に存在する。しばしば告白もされ、便箋100枚のラブレターを受け取ったこともある。口にしないものの、可愛い服や動物が好きなど少女らしい一面を持つ。人前ではスポーツ以外に興味ないと言うが、本当は「女の子らしくない」ことを気にしている。
一人称は「アタシ」。「アキラ」という弟がおり、昴のストレス解消のために巴投げされている。うららからのアダ名は「すばるん先輩」。イメージカラーは緑。
『アドガ』では「Princess」に所属。
成海 遥香（なるみ はるか）
声 - 雨宮天
誕生日：9月23日、身長：155cm、体重：43kg、3サイズ：85/57/85、血液型：A型、部活動：吹奏楽部
おとなしく心優しい性格のしっかり者。実家は病院で、自らも同じ道を歩むために努力をしている。星守になった理由は「大好きなみんなが傷ついてほしくないから」。
髪は本人から見て左側を水色のヘアピンで止め、グレーのロングヘアを右サイドで水色のリボンで三つ編みにしている。
見かけによらず健啖家で味音痴。いちごタルトが大好きで、悪夢の中にいちごタルトが出てきてしまうほど。星守では唯一壊滅的なみきの料理をおいしいと評価できる鋼鉄の胃袋の持ち主。また料理の腕にも 「みきほど上手にできない」というなど彼女の腕も認めている様子。みきとは幼馴染。
吹奏楽部での担当はフルートで、ジャズ喫茶でアルバイトをしている。
一人称は「私」。「静香」という妹がいる。うららからのアダ名は「はるはる先輩」。イメージカラーは水色。
『アドガ』では「Princess」に所属。
ミサキ
声 - 高橋李依
誕生日：11月11日、身長：159cm、体重：45kg、3サイズ：84/55/86、血液型：O型、部活動：帰宅部
アニメ版で初登場。アプリ版にはアニメと連動した第4部のシナリオでプレイアブルキャラクターとして登場。アニメ版ではもう一人の主人公的存在。
「19人目の星守」として突然転入してきた謎に包まれた少女。赤茶色のロングヘアで、制服の上から赤いマフラーを付け、黒いロングコートを着ている（アニメ版ではコートやマフラーは付けていない）。
当初は名前と年齢しか判明していなかった正体不明の存在だが、星守としての実力は高く、自分にも他人にも厳しい性格。それ故に他の星守を見下すような発言や辛辣な態度を取ることもあり、楓やゆりといった他の星守から反感を買うことも多かった。甘えや弱さを生むという考えから仲間の絆を否定しており、他人と共に行動することを嫌い、突き放すような態度を取ることが多い。この一連の行動は、みきから「誰も傷ついてほしくないという気持ちの裏返しではないか」と推測されており、本人も内心では仲間が大事であることは理解しており、ピンチになった他の星守たちを助けようとすることもしばしば。その後、くるみの影響で素直になろうとする姿勢に転じるようになり、それ以降はくるみのことを特に慕っている様子が見られた。見かけによらないが、お笑い番組が好き。ファンクラブに入っているほど「f*f」のファンで、アニメでは怪我をした花音と背格好が似ているという理由で入れ替わって踊った。
正体は並行世界からやって来た星守で、本名は星月みく。後述のミキ（並行世界のみき）の妹。彼女の世界で「審判の日」はあったものの、星守によって撃退が成功している。しかし神樹の加護が失われ、彼女の世界は滅亡してしまい、姉によって助けられ、みきたちの世界の神樹に呼び寄せられた。事件後は自らの意思でみきたちの世界に残るが、最終部にてイリス討滅後ミサキの世界の神樹の呼びかけにより元の世界へ戻った。
一人称は「私」。年下年上に関わらず、全員の名前を呼び捨てで呼ぶ。うららからのアダ名は「ミサミサ先輩」（アニメでは呼び捨てられている）。イメージカラーは赤茶色。

#### 高校2年生
天野 望（あまの のぞみ）
声 - 東山奈央
誕生日：7月7日、身長：160cm、体重：44kg、3サイズ：86/54/84、血液型：O型、部活動：テニス部
世話好きなファッションリーダー。母親がファッションデザイナーで、自身もブランドを立ちあげることを夢見ている。そのためファッションに敏感で、最先端の服装でゆりを驚かせることがしばしば。星守になった理由は「自分にしか出来ないから」。髪はオレンジのロングヘア。
華やかで派手な外見から遊んでいるように見られがちだが、実は軽度の男性恐怖症で恋愛経験は皆無。そのため相談の達人を自負しているが、恋愛関連の相談は苦手。主人公だけは例外でタメ口で話しかけるなど気楽に接している。星守アイドルプロジェクトでは全ユニットの衣装をデザイン・製作した。テニス部に所属しているが、あくまで趣味のひとつらしく、さほど本気では取り組んでいない。
一人称は「アタシ」「望ちゃん」。うららからのアダ名は「のぞみん先輩」。イメージカラーはオレンジ色。
『アドガ』では「ROUGE」に所属。
火向井 ゆり（ひむかい ゆり）
声 - 上坂すみれ
誕生日：8月14日、身長：148cm、体重：38kg、3サイズ：72/55/79、血液型：A型、部活動：剣道部
正義感が強い風紀委員長。星守になった理由は「人類に害をなすイロウスは悪、それを倒す星守は正義」とゆりの心が決めたから。赤に近い赤茶色のロングヘアを、赤いリボンでポニーテールにしている。
自身の背の低さと貧乳にコンプレックスを持ち、そのことについて触れると涙ながらに怒鳴る。心と体を鍛えるために一番と信じて剣道部に所属している。
ゆりの取り締まりによって校内風紀は維持されているが、他の生徒たちには「堅物すぎる」と疎まれ、生徒たちの署名活動によって解任させられたこともある。
生真面目な性格だが、それ故にか「夏祭りで先生に出会った際に側頭部に付けた戦隊物のお面を見られないようにと蟹のように横歩きをする」「無人島で凶器(本物)を持った仮面の男達を特撮の撮影だと最後まで勘違いしていた」などボケをかます事も少なくない。また500m先を認識できるほど視力が良い。
一人称は「私」。三姉妹の次女で、姉は「ゆみ」、妹は「ゆき」。「セイギ」と「マコト」というかつては警察犬だった2匹の犬を飼っており、飼い犬と共に早朝ジョギングをしている。父親は警察官で、両親を「父上」「母上」と呼ぶ。うららからのアダ名は「ゆりりん先輩」。イメージカラーは臙脂色。
『アドガ』では「ROUGE」に所属。
常磐 くるみ（ときわ くるみ）
声 - 早見沙織
誕生日：9月30日、身長：158cm、体重：46kg、3サイズ：91/62/89、血液型：AB型、部活動：化学研究部（カードでは【化学部】と表記）
植物と会話ができる、マイペースでおっとりした少女。何事にも動じない芯の強さを持つ。あまり態度に出さないものの、仲間や家族をとても大切に思っている。髪は黄緑色のセミロングヘア。
植物学者の父を持ち、自身も家庭菜園や植物研究などの趣味を持つ。母は「緑の手」と呼ばれるプロガーデナーだったが、くるみが幼い頃に病没。北海道生まれ。
重度の機械音痴で、くるみが近づいたり、触っただけで壊れる（主人公が就任してからスマホを8台も壊している）。主人公は「くるみのやり方がおかしいだけでは」と考えて自身のスマホを渡すが、主人公のスマホも壊してしまう。
配信開始前の人気投票である「事前総選挙」では2位とは倍近く差のある約90000票を獲得し、1位となった。
一人称は「私」。星守中唯一の一人っ子で、「ハナ」と「ツボミ」という2匹の犬を飼っている。同学年の望とゆり以外には全員名前に敬称を付け、敬語で接している。うららからのアダ名は「くるくる先輩」。イメージカラーは黄緑。
『アドガ』では「ROUGE（ルージュ）」のリーダー。
煌上 花音 (こうがみ かのん)
声 - 本渡楓
誕生日：8月28日、身長：157cm、体重：43kg、3サイズ：85/55/83、血液型：AB型、部活動：陸上部
自他共に厳しいツンデレ美少女。国民的アイドル「f*f（フォルテシモ）」の一人。ダンスが得意。髪型は黒いリボンで結った金髪ツインテール。本人から見て右前髪に詩穂とお揃いの「f」のヘアピンを付けている。
元々は奏乃宮女学院の生徒だが、第2部第3章の後編で国内留学生として転校してくる。
初対面で主人公に押し倒されて胸を揉まれたり、下着を見られたりしたため、最悪の印象から彼のことを「変態教師」「クソ教師」「ゴミ虫」「ストーカー」など言いたい放題で蔑んでいるが、徐々に心を開いていく。
主人公に対して「下僕にする権利を与える」、「一緒にいるからって人間扱いする気はない」、機嫌が悪い時には「素足でその顔踏みつける」と言ったり、千導院家の執事を踏みつけるなど、ややサディスティックな性格。
詩穂が闇に取り込まれてしまった時、弱音を吐いて諦めかけるが、うららの叱責によって立ち直る。神樹の加護によって星守となり、全ての黒幕である七嶋葵と対峙する。その後正式に星守クラスに転入。
一人称は「私」で、弟がいる。うららからのアダ名は「かのかの先輩」。イメージカラーはカナリーイエロー。
『アドガ』でも変わらずトップアイドル「f*f」として登場。
国枝 詩穂 (くにえだ しほ)
声 - 下地紫野
誕生日：10月24日、身長：161cm、体重：50kg、3サイズ：89/62/93、血液型：O型、部活動：文芸部
つかみどころのない大人びた女の子。国民的アイドル「f*f（フォルテシモ）」の一人。歌が得意。髪は青いセミロングヘアを、小さな花の髪飾りを左サイドに付けてお団子にしている。本人から見て左前髪に花音とお揃いの「f」のヘアピンを付けている。
元々は奏乃宮女学院の特待生だったが、第2部第3章の後編で国内留学生として転校してくる。
アイドルは彼女の歌を聴いた花音からの誘いを受けてなったもので、元々は引っ込み思案で前に出るタイプではなかった。 アイドルに誘ってくれた花音を誰よりも大切に思っており、武器に「ブレイドカノン」と名付けたり、一緒に入浴したり、花音に手を出したら許さないという趣旨の発言もしている。花音曰く「怒らせると怖い」。探偵ものが大好きで、「潜入捜査」の言葉に目を輝かせることもあり、不思議なことが起こると探偵のように推理を始める。
第2部第5章において所属事務所からソロ活動を通告されたことと、渋谷での花音の発言によって彼女に捨てられたと思い込み、後述する七嶋葵とアルルが作った幻影によって闇に取り込まれ、変わり果てた姿となる。花音や星守たちの尽力で元に戻り、神樹の加護によって星守となって全ての黒幕である七嶋葵と対峙する。すべてが終わった後、花音と共に正式に星守クラスに転入。
一人称は「私」。家族は両親と、3人の妹と2人の弟を持つ大家族。花音以外は年上年下関わらず全員苗字に敬称を付けて呼んでいる。飼っているハムスターの名前は「ワトソン」。うららからのアダ名は「しほっち先輩」。イメージカラーはコバルトブルー。
『アドガ』でも変わらずトップアイドル「f*f」として登場。

#### 高校3年生
粒咲 あんこ（つぶざき あんこ）
声 - 内山夕実
誕生日：11月1日、身長：152cm、体重：45kg、3サイズ：90/63/91、血液型：B型、部活動：パソコン部
家族を含め直接人と話すことが苦手なネットオタク。メールやチャットでは饒舌になる。プログラミングやブログの執筆が趣味で、星守になった理由も「ブログのネタになるかもしれないから」。彼女のブログはフォロワー100万人を超えるが、ブロガー「AZUKI」は本来のあんことは正反対の性格のため周囲にひた隠しにしている。不規則な生活をしており、休みの日には19時に起床することも。Tiaraの星守ライブをコロニーや月面・火星に配信した。
腰まで伸びる茶褐色のロングヘアを、洗濯バサミのような巨大な髪飾りでツインテールにしている。「面倒だから」という理由でそのままにしているらしい。
無類のゲーム好きで、ゲームセンターの格闘ゲームにおいては99連勝を叩き出し、ゲーセンクイーンという肩書も持っているほど。ゲームと名のつくものは何でもクリアしないと気が済まない性分。
家族は祖父母を除いてインドア派で、家族の会話すらチャットで行っている。父親はプログラマーで、母親はネット通販会社を経営。兄がいる。両親を「パパ」「ママ」と呼ぶ。一人称は「ワタシ」。うららからのアダ名は「あんちゃん先輩」。イメージカラーは赤紫。
『アドガ』では「/MUTE」に所属。
芹沢 蓮華（せりざわ れんげ）
声 - 南條愛乃
誕生日：6月26日、身長：166cm、体重：52kg、3サイズ：93/60/90、血液型：B型、部活動：新体操部
艶っぽい女性を意識させる言動で大人を惑わせる、可愛い女子が大好きなプロポーション抜群のセクシー系お姉さま。登場する女子生徒の中では一番胸が大きく、背も高い。髪はピンクのロングヘア。
そのプロポーションは星守の中でもトップクラスで、休日は美容体操をしているなどボディケアに余念がない。しかしそれは男性ではなく、可愛い女の子に向けられている。星守になった理由も「可愛い女の子が危険な目に遭うのを見ていられないから」。濡れた服が大好物やら、見えそうで見えないからいいやら、果ては女子校であるにもかかわらず男性向けグラビア誌の持ち込み常習犯と発言と行動がたまにオヤジくさい。
双眼鏡を使って女子生徒を観察しては、自身のノートに書き残している。「努力」という言葉は彼女の辞典に載っていないほど、努力が嫌い。現在はプロポーションを維持するために新体操をやっている（可愛い女の子目当てでも入部）が、昔はバレエをやっていた事が、第3章特別篇「カワイイがミナモト♡」にて明かされており。アルルはその過去を突いて闇に堕とそうとしたもののれんげの前向き過ぎる言動、そして星守になった動機もれんげの性格上、アルルにしてみれば予想外な動機だったためことごとく跳ね除けられ、その上星衣もパワーアップするなどアルルも策略は破られてしまい遁走する始末となった。
一人称は「れんげ」。兄がいる。うららからのアダ名は「れんれん先輩」。イメージカラーは薄紫色。
『アドガ』では「/MUTE（ミュート）」のリーダー。
楠 明日葉（くすのき あすは）
声 - 田村睦心
誕生日：1月18日、身長：163cm、体重：51kg、3サイズ：85/55/86、血液型：A型、部活動：帰宅部（生徒会に所属）
星守の支援家系である楠家の令嬢で、真面目な性格の生徒会長。星守になった理由は「母親が星守のOGだったこと」と「戦うことが自身の使命であると思ったから」。髪は姫カットにした青髪ロングヘア。
彼女本人は茉梨、樹、風蘭が星守として戦っていた時に追加要員として入っていたその故、星守時代の3人のことはよく知っていた。
蓮華の「お気に入り」で、彼女から時々ボディタッチや抱きつきなど悪戯を受けている。蓮華に「朴念仁」、あんこから「責任感のカタマリ」と言われるほど堅物に見えるが、実はお化けや暗いところ・歯医者が嫌いで、あまり泳げないなど、弱点が多い。
両親を「お父様」「お母様」と呼び、敬語で接する。母親からは「明日葉さん」と呼ばれている。「隼人」という兄がいる。一人称は「私」。うららからのアダ名は「あずっち先輩」。たまに「あずあず（アズアズ）」というアダ名を本人が自称することもある。イメージカラーは青で、チームブルー「Sirius（シリウス）」のリーダー。
『アドガ』では「/MUTE」に所属。
第3部にて中学1年生時代の前述の追加要員入隊当時の姿が登場。「明日葉(中1)」という表記をされ、高校生の明日葉と別人として扱われており、性格上かなりのメモ魔で3人の中で特に樹の行動をよく書き込んでいた。

#### 中学1年生
藤宮 桜（ふじみや さくら）
声 - 久野美咲
誕生日：3月27日、身長：149cm、体重：38kg、3サイズ：77/56/80、血液型：AB型、部活動：将棋部
幼い頃から共に過ごしている祖父の影響で、老人口調で話す少女。一応普通に喋ることも出来るとは言っているが、「めんどくさい」らしい。祖父を「じぃじ」と呼んで敬愛しており、いつも付けている簪は祖父からの贈り物。髪は薄い茶髪ロングヘアで、頭頂部でお団子にしている。
物事を面倒に思う性格で、服を着ることすら面倒くさがる。将棋では一流の腕前で、居眠りしながらも主人公に勝利するほど。高所恐怖症で、星衣ヴァルキリーのテストを行った時、あまりの高さと恐怖で泣き出してしまった。ダンスの振り付けを見ただけでほぼ完璧にこなしたり、一度見聞きしたことは瞬時に暗記できるらしく、頭の回転自体は速い。
星守としての実力は非常に高く、歴代のイロウス撃破記録を塗り替える勢いとのこと。星守になった理由は「ひなたが心配だから」。
一人称は「わし」。「鈴」という妹がおり、鈴の口調は至って普通。うららからのアダ名は「さくらん」。イメージカラーは薄い茶色。
『アドガ』では「Clover」に所属。担当はベース。
南 ひなた（みなみ ひなた）
声 - 五十嵐裕美
誕生日：4月15日、身長：141cm、体重：35kg、3サイズ：76/55/74、血液型：O型、部活動：ソフトボール部
バイタリティ溢れる元気な女の子。明るく人懐っこい性格で、一度話し始めると止まらないマシンガントーク。正反対の性格の桜とは仲が良い。星守になった理由は「神樹に選ばれたから」。地球奪還のために努力は惜しまず、ひたむきな強さを持つ。茶髪ショートヘアを、犬の髪飾りでツーサイドアップにしている。
大家族に生まれ、3人の姉と2人の兄を持つ6人兄弟の末っ子。「［ダイ・チュウ・チィ］姉・兄」と呼んでいるため、名前は不明。
星守クラスでは身長が最も低いが、子供扱いされることを嫌っており、姉の服や化粧を内緒で使っては大人の女を演じるという秘密の趣味を持っている。
父親は有名な司会者。結婚式場専門らしいが、町内会のイベントにも呼ばれている。一人称は「ひなた」。うららからのアダ名は「ひなっち」。イメージカラーは黄色。
『アドガ』では「Clover（クローバー）」のリーダー。担当はドラム。
千導院 サドネ
声 - 悠木碧
誕生日：12月7日、身長：147cm、体重：39kg、3サイズ：85/54/77、血液型：?、部活動：なし
「ソフ」と呼ばれる種族の少女。地球を彷徨っていたところをエヴィーナに保護された。緑のロングヘアを赤いリボンで二つ結びにしている。
目覚めた時に周囲に誰もいなかったことからか非常に寂しがり屋で、1人になることを極端に恐れている。エヴィーナにそこを利用されて、言われるがまま星守と敵対するが、2度にわたって星守に敗北した後はエヴィーナに「イロウスを操る能力」を奪われ捨てられるが、星守にかばわれる。教師達は危険性を危惧していたが、ミシェルの独断により救助された。一度は楓に星守クラスへの転入を反対され、地球に置き去りにされそうになるが、彼女がイロウスの猛攻を受けているところをかばい、楓との友情が生まれた。その後は神樹に選ばれた16人目の星守となり、千導院家に引き取られる。
主人公以外の全員（教師含む）を呼び捨てるが、表記がカタカナになっている。ハックという眼帯がついた熊のぬいぐるみを家族にしている。一人称は「サドネ」。うららからのアダ名は「サドっち」。
特別編にて「ソフ」という種族ではなく、れっきとした人間であることが判明。サドネが「男性と女性が出てくる夢」を見て、実の両親の存在（この時点では存命中かどうかは不明とされてはいたが最終部の彼女のストーリーである「オソロイの名前」にて風蘭からサドネに手渡したエリカが遺していた手記によると彼女の両親は「ソフ」という組織の研究員であり自分につけられていた機械を偶然見つけたエヴィーナが「審判の日」にて施設を襲撃し燃える施設で倒れていた両親にすがりついて泣いていた幼いサドネにそれを付けた事が彼女の口から明らかにされた。）が判明。また尖った耳のようなものは、イロウスの攻撃を受けてヒビが入った時に受けた検査で、脳や神経に関係し、記憶に干渉する機械であることが分かる。ヒビを修復するか外すかの二択を迫られるが、どちらも一長一短で即決できるようなことではなく、今までの出来事や記憶を失うことを考慮して「耳を修復して今のまま過ごす」ことを決意。
しかし楓と楓の父が一組の男女がサドネの両親かもしれないことを掴み、面会しに行っている場所にイロウスが現れ、樹と風蘭の制止を振り切って救出に向かう。そこで大型イロウスからの不意打ちを食らったことで、耳が完全に壊れ、そのショックで気絶してしまう。しかしサドネは記憶を失うことなく、耳の機械が外れて記憶を保ったままで居られることになる。またこの特別編をクリアした後は、耳ありと耳なしが選べるようになり、最後まで強制的に耳あり・耳なしになる衣装はなかった。イメージカラーはミントグリーン。
『アドガ』では「Clover」に所属。担当はギターとメインボーカル。

#### 中学2年生
千導院 楓（せんどういん かえで）
声 - 木戸衣吹
誕生日：12月24日、身長：154cm、体重：42kg、3サイズ：78/55/76、血液型：A型、部活動：美術部
伯爵家の令嬢で、お嬢様口調で話す気品高い少女。髪はお嬢様巻きにした金髪ロングヘアで、ピンクのリボンでハーフアップにしている。
幼少より帝王学を学んでおり、家名を重んじているが、高飛車というわけではなく、仲間思いで優しく、物事に一生懸命力を尽くす性格。星守になった理由は「千導院家の一員として万人のために働くのは当然だから」。平安の世から人々を導いてきた千導院家の中で星守として選ばれたのは楓が初めてであるという。
美術に造詣が深く印象派の絵画が好きだが、本人の描く絵はあまりうまくない。また本人に自覚はないが、ひどい音痴である。ポエム形式の日記を書いており、その関連から星守アイドルプロジェクトでは全チームの歌詞を担当した。
第1部第6章中編にて、サドネの星守クラスへの転入に1人だけ反対したが、サドネが楓をイロウスの攻撃からかばったことで友情が芽生え、千導院家が引き取ることになった。また家名を重んじるあまり、他のクラスの生徒と対立したこともある。
カップラーメンが好きで、初めて見た時は魔法だと思ったらしい。ハンバーガーの美味しさに感動したり、コンビニのおにぎりを「画期的な発明品」と言ったり、「スキップとやらがやりたいので教えてほしい」、電子レンジや自動販売機の使い方を覚えて鼻が高くなるなど、一般人にとって当たり前が当たり前ではない。
父は千導院54代目当主「岩十郎」。一人称は「ワタクシ」。うららからのアダ名は「かえかえ」。イメージカラーはピンク。
『アドガ』では「Clover」に所属。担当はキーボード。
綿木 ミシェル（わたぎ みしぇる）
声 - 加藤英美里
誕生日：6月3日、身長：145cm、体重：39kg、3サイズ：84/56/78、血液型：O型、部活動：手芸部
ファンシーな物が好きで、人懐っこい性格。星守クラスのマスコット的存在。星守になった理由は「テレビでイロウス特集を見たから」だが、地球を取り戻したいという気持ちは他の星守と変わらない。「きいろっぽい」と言われる明るい金髪をお団子にしている。
ミシェルという名がフランスではミミという愛称で呼ばれることから、星守クラスでも彼女のアダ名及び一人称で定着している。主人公にもそう呼ぶように頼むが、教師という立場から主人公は「ミシェル」と呼ぶ。「むみぃ」という特徴的な口癖があり、その一言に様々な感情表現が含まれている。うららからのアダ名は「ミミっち」。
誰かの腕にくっついていないと落ち着かない、一人でお留守番が出来ないなど非常に寂しがり屋な一面がある。将来の夢はぬいぐるみになること。
家族はフランス人の母親と、日本人の父親、ゴシック系を好む姉の4人家族で仲は非常に良いが、しつこく構ってくる父親は冷たくあしらうなどしている。イメージカラーは山吹色。
星守アイドルプロジェクトでは不慣れなダンスに四苦八苦しながらもチームイエロー「Chuuuuu♡Lip（チューリップ）」のリーダーとしてライブを立派にやり遂げ、大きく成長した。
第1部第6章中編にてエヴィーナに力を奪われたサドネの様子を見兼ねて、サドネを救助した。
ゲーム配信前の事前総選挙では第2位を獲得している。
『アドガ』では「Pixie」に所属。

#### 中学3年生
朝比奈 心美（あさひな ここみ）
声 - 原田ひとみ
誕生日：10月2日、身長：154cm、体重：44kg、3サイズ：89/62/87、血液型：A型、部活動：天文部
臆病で泣き虫だが、優しい性格の少女。主人公との初対面でビクビクしていたように引っ込み思案で、父親以外の男性と話すのが苦手。そんな性格を直すために流れ星を見つけては願い事をしている。天文部では熱心に活動しており、放課後の夜に校舎で天体観測を行うほど。髪型は編み込みカチューシャにした焦げ茶色のミディアムヘア。
星守になった理由は「なってほしいと頼まれたから」だが、誰に頼まれたのかは明かされていない。「星の声が聞こえる」ことから、そういう事かもしれないと思われている。誰にも信じてもらえていなかったが、主人公は素直に信じてくれた事から嬉しく思っている。
実家は神社で、神職の父を持ち、心美自身も巫女として神に仕えている。うららからはプロポーションのことでライバル視されているように胸が大きく、破魔矢を買いに来た女の子にも指摘されていた。
うららからは「ここみ」と一応アダ名という扱いであるためか、ひらがなで呼ばれる。
星守アイドルプロジェクトでのイメージカラーはシアンブルー。
『アドガ』では「Pixie」に所属。
蓮見 うらら（はすみ うらら）
声 - 内田真礼
誕生日：2月3日、身長：150cm、体重：38kg、3サイズ：82/54/80、血液型：B型、部活動：水泳部
明るく元気でアイドル志望のコケティッシュな少女。心美をライバル視しており、彼女が巨乳であることに嫉妬しているが、基本的に仲は良い。
蓮華と似たようなところがあるが、大人の男性を惑わす発言とその容姿から、うららはどちらかと言うと小悪魔系。トップアイドルになりたい気持ちは本物で、日々の研究はもちろん、作詞や作曲と努力に余念がない。夢を叶えた際は「大人しく控えめな学生時代を送っていた」という設定でいくらしい。また自作のアイドル写真集がある。蓮華同様、人の噂や秘密を探るのが得意。
押しが強く、「アイドルになったら特別に好みは先生って言ってあげる」と言うなど主人公にも積極的なアプローチを仕掛けている。髪型は背中にかかるほどの赤髪ロングヘアを白いリボンで結んだツインテール。
アイドルグループ「Colo Girls」の大ファンであるが、アイドルに詳しくない父親からはあまり理解を得られていない。
うららを「天使」と呼ぶ「うらら・命」のシスコンな兄がいる。頭は良いらしいが、うららの事になると周りが見えなくなり、毎日長文メールを送ってくるらしい。一人称は「うらら」で、語尾に「よん」がたまに付く。また星守全員をアダ名で呼ぶ。
星守アイドルプロジェクトでのイメージカラーはローズピンク。
『アドガ』では「Pixie（ピクシー）」のリーダー。

#### 教職員
先生
声 - 杉田智和（アニメ版）
プレーヤーキャラクター。ゲーム版の主人公。神樹ヶ峰女学園の新任教師。女性しかいない星の箱舟と神樹ヶ峰女学園初の男性。男性である彼がなぜ選ばれたのかは未だに語られていない。
サドネからは「お兄ちゃん」、サドネ以外には「先生」、「○○先生」と呼ばれており、花音には「アンタ」｢変態教師｣（まれに先生）と呼ばれている。「アイドルガール アフタースクール」では、「マネージャー（さん）」。アニメ版では常に「先生」であり、前述のようにサドネや花音から特別な呼び方はされない。
一人称はアプリ版では「僕」、アニメ版では「俺」。またアプリ版では星守たちを下の名前で呼ぶが、アニメ版では苗字で呼んでいる。
アプリ版では生徒たちによると「普段はおっちょこちょいでちょっと頼りない」らしい。また星守達からは一人の男性として好意を寄せられている描写が多く、入浴シーンに遭遇したり、恋愛一歩手前のような関係になることもある。それに対して、アニメ版では普通の教師としての面が強く、物事の対処にも冷静沈着である。
アプリ版では現場に直接出て星守達を指揮するが、アニメ版は樹や風蘭と共にオペレーターとして活動する。
八雲 樹（やくも いつき）
声 - 日髙のり子
誕生日：11月23日、(高校3年生時点) 身長：160cm、体重：45kg、3サイズ：86/58/87、血液型：A型、部活動：漫画研究部
主人公の上司で、ゲームのナビゲーター。23歳。赤い眼鏡をかけている。主人公が赴任する前の星守クラスの担当教員。真面目で融通が利かないところがあるが、基本的には温厚。
星の箱舟の研究職員も兼務しており、風蘭と共に組織の中枢を担う。元星守で明日葉や蓮華達の先輩に当たり、5年前にイロウスが突如溢れ出した「審判の日」にはリーダーとして戦ったが力及ばず、陰で彼女を「戦犯」と叩く者もいる。
小さい頃のアダ名は「やくもん」。高校時代の部活が漫画研究部だったり、よく聞く音楽ジャンルにアニソンがあったり、いわゆるオタクな様子。またストレス発散法は一人カラオケ。高校時代はロングヘアで、生徒会長もしていた。当時は文芸部所属。当時の将来の夢は司書。
御剣 風蘭（みつるぎ ふうらん）
声 - 福原綾香
誕生日：5月19日、(高校3年生時点) 身長：165cm、体重：55kg、3サイズ：93/58/87、血液型：B型、部活動：帰宅部
武闘派先輩教師。星守専用の武器の研究や生成を行っている。23歳。担当は物理と化学。
元星守で明日葉や蓮華達の先輩。「伝説の星守」と呼ばれており、かつては樹と後述の酒出茉梨と合わせて「最強の星守」と呼ばれていた。当時は帰宅部。旧教室では他の女の子がお弁当を広げている中、唯一チャーハンを食べている。
科学者や司令官としては優秀だが、学園の保健室で寝泊まりしたり、私物の焼酎を持ち込んでこっそり飲んだり、学園の緊急用備蓄米に手を出すなど素行が悪く、樹にその都度たしなめられているなど頭が上がらない。
樹や茉梨の名前を呼ぶ時は、表記がカタカナになる。サドネから名前を呼ばれる時は、初期では「フーラン」表記となっていたが最終部では「フウラン」と呼ぶようになっている。
神峰 牡丹 (かみね ぼたん)
声 - 小澤亜李
誕生日：7月24日、身長：144cm、体重：36kg、3サイズ：75/55/76、血液型：A型
神樹ヶ峰女学園理事長。対イロウス特化型対抗組織、通称「星の箱舟」を統べる人物でもある。
外見は和装の少女だが、樹が「私が星守だった頃から変わらない」と言うように、実年齢は不明。年齢を気にする言動がたまに見受けられる。
少数精鋭の組織に求められる優秀な人材や賛同者を集める慧眼とカリスマ性を備え、星の箱舟を快く思わない火星の元老院議会の議員も一目置く存在。
5部以降に公開された特別編にて正体が実は星の巫女と呼ばれる家系の娘であること、そして本物の神峰牡丹は既に死亡しており、その意思と名前を引き継いだ双子の妹｢神峰 雛菊 (かみね　ひなぎく)｣であることが明かされる。

### 奏乃宮女学院
七嶋 葵 (ななしま あおい)
声 - 伊藤静
#イロウスを参照。

### イロウス
イリス
声 - 伊藤静
イロウスの支配者であり、一連の事件における黒幕。第2部から登場。心の闇に取り込んで新型イロウスを生み出していた。人間に依代を移すことで永久の時を生き永らえている。
普段は白髪の黒いドレスの姿の女性をしているが、茶髪の女性の姿でいることもある。後者は「七嶋葵」の体を依代として利用している姿であるが、前者も元を正せばかつて最強の星守と呼ばれた「酒出茉莉」の体を依り代としたものであり、茉莉の面影も残らないほどに変貌を遂げている。
その正体は絶望に堕ちた星守の魂のなれの果てで、核として構成していた部分は瘴気を纏う黒い華のような姿をしている。その後数多くの星守を絶望に堕としめて喰らい続け絶望の大樹と化していた存在だった。
イロウスによる世界襲撃の祭に、葵の体を乗っ取り、最終的にはその世界を滅ぼした。その後神樹は輝きを失い、街にはイロウスが溢れるようになり、星守も瘴気に犯されて立ち上がれなくなったことを頃合いと見なして"別の世界"への侵攻し、数々の世界を滅ぼしていき、最終的にみきたちの住む世界へと渡ってきた。「七嶋葵」の姿でイロウスに襲われたと見せかけて茉莉に接触し、最終的に「審判の日」に茉莉の体を乗っ取り、イロウスに地球を乗っ取らせることによって住む人間たちをコロニーへと追いやった。
星守たちによって地球を奪還された後は、七嶋葵の姿で名門女子校である奏乃宮女学院の教師になりすまし、花音たちの担任をしていた。一見するとおっとりのほほんした頼りなさげな女性だが、イロウスが出現する位置を正確に予測できる有能な人物を装い、花音に「葵ちゃん」と呼ばれていた。花音と一緒にいることに自信を持てない詩穂に目をつけ、アルルと共に彼女の心を追い込んで闇へと堕とし、再び「審判の日」を起こそうとしたが、花音の必死の行動により詩穂は元に戻り、「審判の日」も星守たちの活躍によって阻止されたが、第4部ではミサキの世界に渡り神樹を闇に堕とすなどと暗躍していた。そして第5部終盤、「酒出茉梨」の姿で樹たちの姿で現す。
第6部にて本格的に侵攻し神樹ヶ峰女学園を壊滅状態に貶めるもエリカ・葵の最後の抵抗で二人は犠牲になったものの星守は新たなる星衣の覚醒へと導いたがイリスは無抵抗な民を攻撃することで消滅させるが今度は落胆しない人々の助けで再度装備したことでイリスは驚愕した、だが一瞬の隙を突き今度はみきを新たなる依代にすべく取り込み、みきを絶望の淵に堕とそうと試みる、だがそれはみきの呼びかけに応じた茉梨を覚醒することにつながる、そしてみきは茉梨の支援によりほかの星守及び元星守を呼び寄せイリスを討滅する事で取り込まていた数々の歴代の星守たちの魂が解放された。
七嶋 葵（ななしま あおい）
声 - 伊藤静
誕生日：6月20日、身長：166cm、体重：51kg、3サイズ：83/55/85、血液型：AB型、部活動：バスケットボール部
イリスの依り代となった少女。エリカの幼馴染で、一番の友達であり理解者であった。
第5部3章終盤で星守に目覚め、たった数ヶ月で覚醒にまで至り、星守のリーダー候補にまで推薦されるほどであった。最後までエリカを守るために星守として戦っていたが、イロウスによる世界襲撃の際に茉梨のように協会でイリスにその身体と魂を渡してしまう。イリスによると死んではいないらしく、同一の存在となり、「七嶋葵＝イリス」と化した。イリスとなった後、葵の体で「エリカと一緒に生きたい」と願ったことにより、エリカもイロウス側につくことになった。
第6部前半終盤にてミサキの世界に渡る際に彼女の魂を使われた為ボロボロになっていたことがエリカの魂との会合での彼女の口から明らかとなり、エリカに自らの星守の力を託してイリスへの最後の抵抗を行うも敗れる。
酒出 茉梨（さかいで まり）
声 - 千本木彩花／伊藤静
七嶋葵の次にイリスに依代として取り込まれた少女。詳しくは同項を参照。
エヴィーナ
声 - 大西沙織
第1部第6章にて登場した、サドネと同種族の女性。耳以外にも手甲と足甲も一致しているが、これらについては不明。
自らを「最も高貴な種族」と呼び、人類を下等生物と蔑む傲慢な性格。地球で記憶を失って目覚めたばかりのサドネを拾い、彼女が有する「イロウスを操る能力」に気づくと、彼女の孤独につけ込んで思うままに操り、最終的にその力を奪って捨てた。計略に長けているだけでなく、月と火星が送り込んだドローン兵器を改造したことから、相当な技術、もしくは能力を持っていることがうかがえる。
髪はピンクのロングヘアで、露出度の高い衣装を着ている。第1部・第2部ともに星守たちの敵として立ちはだかる。
第2部4章にてf*fのライブを襲撃するも、星守たちの活躍により失敗に終わり逃走。逃げた先でイリスに見限られ、機械の耳を破壊される形で始末されてしまう。皮肉にも自身がサドネが捨てたのと同じ道をたどることとなった。
雨谷 エリカ（あめや えりか）
声 - 大西沙織
誕生日：2月25日、身長：170cm、体重：56kg、3サイズ：107/57/89、血液型：B型
エヴィーナの本来の姿である人間の女性で、神樹ヶ峰女学園の生徒であった。
イリスの手で破壊されたことにより機械の耳がなくなっており、それに関連してか記憶喪失となっている。しかし、神樹ヶ峰女学園のことはなぜか覚えており、それだけを頼りに学園までやって来た。また、七嶋葵のことを知っているような様子を見せている。
エヴィーナとは逆におしとやかな性格だが、少女時代は快活かつオシャレ好きで、ギャルっぽい性格をしていた。七嶋葵とは幼馴染であり、同じクラスメイトであった。
エリカは幼い頃から葵と共に星守を夢見ていたが、中学に上がる頃に葵は「パン屋になる」という新しい夢を見つける。高校生の頃は、「ハズい」という理由から表向きにはエリカ自身も星守になる夢を捨てたとしていた。しかし諦めきれておらず、葵に言われた通り神樹に祈ってみようとしたり、トレーニングの一貫としてランニングを毎日している（現在ではプロポーション維持の面が強い）など、葵曰く「素直で頑張り屋」な一面が出ている。葵が試作品のクロワッサンを作ってくるという約束をした翌日に葵が星守に選ばれ、星守クラスに編入した後、彼女を嫉妬などの感情から避けるようになり、さらに「星守にならなくて良かった」と言われたことでケンカ別れしてしまう。その後葵がイリスへと変貌していたこと、最後に「エリカと一緒に生きたい」という願いを聞いたことにより、共にイロウス側になる。
イロウス側になったことにより、イリスと共に数多くの世界を滅ぼしていき、最終的にみきたちの住む世界へと渡ってきた。そこで当時、星守に選ばれた茉莉を自分と重ねていたが、彼女の姿を見ているうちに自信が星守に憧れていただけだったために星守になれなかったこと、イリスが話した葵との約束は偽りだということに気づき、「審判の日」にイリスに反旗を翻す。しかし、星守でない自身がイリスに敵うはずもなく、彼女がある研究機関で手に入れた機械の耳を装着させられ「エヴィーナ」へと変貌し、エリカとしての記憶は失われてしまう。
後に葵との思い出を見つけて、高校生時代のこと、エヴィーナとしてイリスに従っていたことなど、すべてを思い出す。星守の敵として多数の世界を滅ぼしたことから、星守の手にかかることを望むが、星守たちはエリカを倒すことを是としなかったが、サドネは「終わらせる」と武器を構え、『エヴィーナを倒した』とエリカを倒すことはしなかった。そして「贖罪の方法は別にある」と明日葉に諭され、イリスとの繋がりを持つことから、イリスにたどり着く唯一の手がかりとして星守に協力することを決める。その後、神樹ヶ峰女学園に保健医として就任。また茉梨がイリスに身体を差し出した時のことも樹、風蘭、牡丹に「贖罪」として自ら話した。
すべてを思い出したため、エヴィーナのような口調にこそなっているが、心根は穏やかで優しい人物と捉えられている。保健医になったことで「エリカ先生」と呼ぶことを強要するが、サドネは相変わらず呼び捨て。
最終決戦前盤にてイリスから星守たちを逃がすために、鉄パイプを持って単身に挑むも敗れ、魂となりイリスの中で葵の魂と再会する。その中でイリスの襲撃に遭うも、葵より譲渡された形ではあるものの星守に目覚める。しかし必死の抵抗もむなしく、エリカはそのまま死亡する。
サドネら星守たちは、エリカを喪った悲しみで動揺するが、彼女の遺した言葉で立ち直る。
アルル
声 - 田中あいみ
白いぬいぐるみのような見た目をした生物。第2部で登場し、エヴィーナやイリスたちと手を組み、星守たちと敵対する。
見た目はマスコットのように愛らしいが、自らの姿を利用して油断させ、術中に陥れる策略家。相手に策を見破られると、普段の「〜でしゅ」という口調が崩れて関西弁になる。
第2部終盤にて『デウス・アルレカン』に変貌し、星守に対抗するも力及ばず敗北、消滅する。

### その他
水鏡 真奈
楠・千導院両家と並ぶ、星守支援家系の令嬢（本人は星守ではない）、水鏡家最後の支援者。審判の日真奈は火星に、姉は月に逃れて家族はバラバラになった。
酒出 茉梨（さかいで まり）
声 - 千本木彩花
誕生日：5月25日、身長：155cm、体重：45kg、3サイズ：89/58/86、血液型：O型、部活動：合唱部
第3部第1章から登場する、五年前神樹ヶ峰女学園の生徒で、「最強の星守」と評されていた少女。樹、風蘭の同級生。手品が趣味で、将来の夢は先生。樹を「いっちゃん」、風蘭を「ふーちゃん」、明日葉を「あーちゃん」と呼ぶ。
「審判の日」にイリスから風蘭と樹の命を天秤にかけられ、彼女の依代になる取引を受ける。これにより、茉梨の身体はイリスへと変貌し、「酒出茉梨」という存在は失われてしまったと思われていたが彼女の魂は生きており第6部序盤で半死状態の樹達をとどめを刺す際にイリスの動きを止めたりもしていた。
最終決戦にイリスに取り込まれたみきの呼びかけに応え魂だけイリスから離反し、みきを支援した。最終決戦後イリスの消滅とともに身体も解放された。救出当初は5年前と同じ姿となっていたが、明日葉達が卒業した数日後、樹達と同じぐらいの年頃に成長しており、サブカ専用カードである「タイムカプセルの行く先」にて成長した茉梨の姿が確認できておりカードイラストの様子だと将来の夢通りに樹・風蘭と同じ神樹ヶ峰女学園の教職員に就いている様子である。
星月 みく（ほしつき みく）
声 - 松田颯水
みきの妹。ツインテールの少女。
ミサキとは並行世界の同一人物と言うべき存在で、好物が辛いカレーだったり、髪を下ろした姿などミサキと瓜二つ。ただし、小学生のためミサキ姉妹と比べると年齢差も大きく、またかなりのお喋りである。
星月 みか（ほしつき みか）
声 - 植田佳奈
みきとみくの母。
ミキ
声 - 洲崎綾
ミサキの姉で、並行世界のみき。ミサキに「希望になりなさい」という言葉を遺して彼女を助ける。光を失い、闇に堕ちたという「闇神樹」の力により、他の並行世界の星守と共に、みきたちの世界へ渡ってきている。アニメ版の最終回では並行世界へ戻る際、みきから枝分かれした神樹の芽を渡される。
性格はみきとは正反対で落ち着きのある女性であり、星守としても優秀である。またみきと異なり髪型はロングヘア。

## カード＆衣装
本作の特徴は、登場する女の子ごとに複数のカードと衣装が用意されており、カードに描かれている衣装に着替えさせることが出来る事。
カードのレアリティは☆1、☆2、☆3、☆4。追加されるカードのほとんどは☆4カードで、☆4カードの衣装には衣装限定ボイスがいくつかある。
すべてのカードにLive2Dによる表示や3Dモデルが存在しており、学園パート、戦闘パートのいずれにおいても設定した衣装で女の子は登場する。
「一見戦闘に向いていない水着やメイド服でも、神樹の力で戦う力を得られている」という設定があり、一般的な学生服から、水着、メイド服、宇宙服など様々な衣装が存在している。またメインストーリーに深く関わる星衣（せいい）という衣装もある。

### カード＆衣装一覧
カードと衣装のセット。メインにセットしているカードとは異なる衣装にも選択できる（メインカードが【制服】でも、衣装は【私服】など）。親密度を上げることでサブカードが追加できるようになり（上限は3枚）、それに応じてステータスも上がる。メインの武器種とサブの武器種が同じである場合、サブカードのアクションスキルを使うことも出来る。
全てのカードに「アクションスキル」と「なかよしスキル」が設定されており、☆3以上のカードには「カードストーリー」という衣装にまつわるストーリーがある。
☆3以上のカードは絆ptをMAXにして応援ptを消費することで「愛情進化」が行える。愛情進化をすることでパラメータとなかよしスキルが強化される。【クリスマス'15】以降の☆4のカードにはそれと連動した「秘密のレッスン」が解放され、クリアすることでアクションスキルが強化される。また投票などで過去に登場した☆4のカードにも秘密のレッスンが実装されることもある。愛情進化を行うと、カードの☆が♡に変化。
星守アイドルプロジェクトのカードや、アドガのカードを持っていると、合宿所の部屋でレコードプレイヤーを使って楽曲を聴くことができる。所持しているカードのキャラクターのソロやoffvocalも視聴可能。楽曲付きは音符[♪]で表記。
【3rdメモリアル】カードから、交代した時にスキルが発動する「チェンジスキル」が実装。「"想い"の強さを利用した究極連携奥義」と説明されており、敵に対する怒りや仲間への思いやり、その気持ちを一気に噴出させ、交代の時にスキルを放つ、というもの。連続で使えるわけではなく、一度使うと次の発動までインターバルがある。チェンジスキル習得には限界突破が2回必要。
- 冬制服 - 高校生はブレザー、中学生はセーラー服。学年ごとにリボンの色が異なる（1年→赤、2年→黄色、3年→青）。初期15人はデフォルトカードで☆1、サドネは☆2。花音と詩穂は衣装のみ。
- 夏制服 - ☆2。高校生はベスト、もしくはニットベストを着用している女の子も。サドネ・花音・詩穂は未実装。
- 制服 - ☆1。サドネ・花音・詩穂・ミサキのデフォルトカード。サドネは元々着ていた制服風衣装、花音と詩穂は奏乃宮女学院の制服、ミサキは神樹ヶ峰女学園の新制服。
- 体操服 - ☆2。トップスは薄手の半袖シャツ(高校生のトップスは襟付き)で、高校生のボトムスはホットパンツ、中学生はブルマ。長袖のジャージを羽織っている女の子もおり、全員裸足にシューズ。制服のリボンと同じ色分けがされている。初期15人はガチャ、サドネ・花音・詩穂の3人は衣装のみで、協力バトルのごほうび。ミサキは未実装（Live2Dのイラストはある）。
- 私服 - ☆2。初期15人の冬用私服。
- 私服2 - ☆2。初期15人の夏用私服。みき・昴・遥香は過去のイベント、残りの12人は個別レッスンで入手可能。
- 部活 - ☆3。運動部の女の子はユニフォームや練習着、文化部の女の子は制服の上からカーディガンなどを羽織った衣装。サドネ・花音・詩穂・ミサキは未実装。
- 冬制服2 - ☆3。通常の冬制服にマフラーやカーディガンなどが追加。対象はみき・昴・望・ゆり・くるみ・蓮華・ひなた・うらら。
- 日常 - ☆3。私服とは異なる日常での服。対象は遥香・あんこ・明日葉・桜・楓・ミシェル・心美。
- 星衣 - 星守がその力を最大限発揮する際にまとう服。主なベースは冬制服でそれに鎧が追加される。神樹の結晶を媒介に、神樹の力をその体内に宿す。赤を基調にしたフェニックス、黄色を基調にしたユニコーン、青を基調にしたリヴァイアサンの3タイプがある。
  - フェニックス：みき・ゆり・蓮華・楓・うらら
  - ユニコーン：昴・望・あんこ・ひなた・ミシェル
  - リヴァイアサン：遥香・くるみ・明日葉・桜・心美
- 星衣グリム - 対象はサドネ。星守になったばかりで星衣がない事を嘆いていたサドネのために御剣が用意したもの。黒いマントを羽織り、鎌が武器なことから、その名の通り死神を連想する衣装。
- 趣味 - それぞれの趣味が反映された衣装。花音・詩穂・ミサキは未実装。
- チアガール - 対象は2年生組。ミニスカ、へそ出し、ノースリーブといった露出度の高いチアガール衣装。
- 星衣ギャラクシー - 対象は3年生組。宇宙空間で活動するための宇宙服だが、胸部のみが大きく露出した奇抜なデザイン。
- 水着'15 - 初期15人の水着。
- チャイナドレス - 対象は1年生組。花柄のチャイナドレス。御剣が特別奪還授業に選んだ場所が中国武術の聖地で、雰囲気が出るという理由で着ることになった。
- 浴衣'15 - 対象はくるみ・あんこ・蓮華・遥香・ミシェル。「ミス浴衣選手権」で選ばれた5人に与えられた浴衣星衣。
  - メモリーズ復刻 - アニメ放送記念の「星守メモリーズ」として復刻。サブカ効果付きになり、アクションスキルは調整が入っている。左端に「星守メモリーズ」のロゴが入る。また過去配信されたカードのアクションスキルも同じ値になっている。
- アニマル - 対象は3年生組。動物モチーフのコスプレ衣装。モチーフはあんこがフクロウ、蓮華がヒョウ、明日葉がオオカミ、心美がウシ、うららがネコ。
- 星衣ヴァルキリー - 対象は1年生組。戦乙女のような翼を携えた白い星衣。自動遊泳機能がついており、飛ぶことが出来る。
- 星衣パイレーツ - 対象は2年生組。海賊モチーフの星衣。
- ハロウィン'15 - 対象は高1、高3、中3の8人。魔女や吸血鬼などのハロウィン風衣装。
- 星守メイド - コラボレーション企画記念に「キュアメイドカフェ」の手伝いをするためのメイド服。みき・望・あんこ・楓・サドネが一般的なメイド服、昴・ゆり・ひなた・ミシェルがタイトスカート風のメイド服、遥香・くるみ・明日葉・桜がスカート丈が長めのメイド服、蓮華・心美・うららが胸元の露出が多いセクシーなメイド服の4タイプ。
  - メモリーズ復刻 - アニメ放映前放送記念の「星守メモリーズ」として復刻。サブカ効果付きになり、アクションスキルは調整が入っている。左端に「星守メモリーズ」のロゴが入る。また過去配信されたカードのアクションスキルも同じ値になっている。
- クリスマス'15 - エヴィーナに奪われたクリスマスを取り戻すためのサンタ風の星衣。
  - メリークリスマス！ - 1年生、2年生、3年生の集合カードの衣装。メインになっているのはみき・くるみ・明日葉。衣装はクリスマス'15のサンタ服と同じ。
- 大晦日＆元旦 - 対象はみき・くるみ・蓮華・桜・ミシェル・心美。振り袖姿で各学年から1人ずつ選ばれている。カードの絵柄が大晦日と元旦で異なるが、衣装は振袖1着。またカードには同学年の女の子が共に描かれており、全員の振り袖姿が確認できる。
- バレンタイン'16 - バレンタインのためにオシャレをした16人の私服。
  - メモリーズ復刻 - アニメ放映前放送記念の「星守メモリーズ」として復刻。サブカ効果付きになり、アクションスキルは調整が入っている。左端に「星守メモリーズ」のロゴが入る。また過去配信されたカードのアクションスキルも同じ値になっている。
- ザ・ムービー - 対象は3年生組。星守主演の映画ロケの衣装。ちなみに主演はあんこ。
- 入浴＆湯上がり - 対象は18人だが、登場した期間は異なる。バスタオル1枚の湯浴み着。入浴と湯上がりでカードの絵柄が異なるが、衣装は湯あみ着1着。
  - メモリーズ復刻 - アニメ放送記念の「星守メモリーズ」として復刻。サブカ効果付きになり、アクションスキルは調整が入っている。左端に「星守メモリーズ」のロゴが入る。また過去配信されたカードのアクションスキルも同じ値になっている。
- 星守アイドルプロジェクト - 16人が3チームに分かれてアイドル活動を行う企画。リーダーのミシェル・明日葉・みきがメインとなったチーム集合カードもある。
  - Chuuuuu♡Lip [♪] - 対象はミシェル・うらら・蓮華・あんこ・桜。一般的なアイドル衣装で、全員おそろい部分を残しつつ、少しずつ違うという凝った衣装。全員髪型はツインテール。楽曲は「わたしたちのスタートライン！」。
  - Sirius [♪] - 対象は明日葉・心美・昴・遥香・ゆり。お腹や太ももを露出した衣装。手袋が少々異なるが、色違いなだけで5人の衣装に明確な差異は見られない。楽曲は「Blelive in Stars」。
  - Tiara [♪] - 対象はみき・くるみ・望・楓・ひなた・サドネ。上着は軍服のような色違いの衣装で、スカートはプリーツごとに色が異なり、配色も女の子によって違う。それぞれのイメージカラーの部分には白い水玉が入る。楽曲は「ハートの軌跡」。
- 星衣フローラ - 花をモチーフにした星衣。第2部にて、新型イロウスを倒すための新たな装備として登場。カード一覧では表示時に花びらが舞う特殊演出が入る。花音・詩穂・ミサキのカードは楽曲付きで、花音と詩穂の楽曲は「Desire Link」、ミサキの楽曲は「ホシノキズナ(TVサイズ)」。またミサキのカードにはサブカ効果が付与。ちなみにミサキのみスカートではなく、ホットパンツとなっている。
- f*f [♪] - 対象は花音・詩穂。左右対称になったステージ衣装。楽曲は「Deep - Connect」。
- おしのび - 対象は花音・詩穂。
- 祈り [♪] - 対象は花音・詩穂。左右対称になっており、花音は薄い黄色、詩穂は薄い青のドレス。ファーストライブ時のステージ衣装で、花音の【復活ライブ】のカードも同じ衣装。楽曲は「Decision」。
- 嘆き [♪] -  対象は詩穂。髪が銀色、瞳が赤になり、黒いドレスに身を包んだ、いわゆる「闇堕ち」時の衣装。学園パート、バトルパート共に通常時の詩穂と異なるセリフになる（誕生日固有のセリフも変化）。楽曲は「Decision」。
- アイドル衣装 - パラレルワールド「アイドルガール アフタースクール」での衣装。これを着用すると学園パートでの台詞が若干変わり、プレイヤーへの呼称も「先生」から「マネージャー」になる。また誕生日でプレゼントを贈った時やなでなでのセリフも若干変化。
  - Princess [♪] - 対象はみき・昴・遥香。青を基調にしたワンピースで、王道のアイドル衣装。楽曲は「Pop☆Girls！」。
  - ROUGE [♪] - 対象はくるみ・望・ゆり。露出の多いアイドル衣装。胸や太ももの大部分が露出しているセクシーな衣装[14]。楽曲は「Unlock」。
  - Pixie [♪] - 対象はうらら・心美・ミシェル。ピンク×黒×白の可愛らしいアイドル衣装。楽曲は「キミはワタシの…♡」。
  - /MUTE [♪] - 対象は蓮華・明日葉・あんこ。胸元とヘソを露出したサイバー風のアイドル衣装。楽曲は「Growing × Heart」。
  - Clover [♪] - 対象はひなた・桜・サドネ・楓。ゴシック風のアイドル衣装。楽曲は「夏音 -フシギナイロ- 」。ガールズバンドとして結成され、楽器を持っているのも特徴。
  - f*f（アドガver.）[♪] - 対象は花音・詩穂。ネコをモチーフにしたアイドル衣装。楽曲は「Cat-Cat Romance」。
- バースデー'16('17) - 2016年度のバースデーカード。白いワンピースドレス。今までに登場した☆4のカードの復刻版も登場し、同じカードを所持していても、「HAPPY BIRTHDAY 2016（2017）」というロゴが入り、別カードと見なされる（衣装は1着）。
- ウェディング - 対象はみき・遥香・望・ゆり・くるみ・桜・楓・サドネ・花音・詩穂。千導院家が所有している白いウェディングドレス。
  - メモリーズ復刻 - アニメ放映前放送記念の「星守メモリーズ」として復刻。サブカ効果付きになり、アクションスキルは調整が入っている。左端に「星守メモリーズ」のロゴが入る。また過去配信されたカードのアクションスキルも同じ値になっている。
- 水着'16 - 2016年度の18人の水着。
  - メモリーズ復刻 - アニメ放送記念の「星守メモリーズ」として復刻。サブカ効果付きになり、アクションスキルは調整が入っている。左端に「星守メモリーズ」のロゴが入る。また過去配信されたカードのアクションスキルも同じ値になっている。
- 浴衣'16 - 対象はゆり・明日葉・ひなた・桜・サドネ・楓・花音・詩穂。2016年度の浴衣。
  - メモリーズ復刻 - アニメ放送記念の「星守メモリーズ」として復刻。サブカ効果付きになり、アクションスキルは調整が入っている。左端に「星守メモリーズ」のロゴが入る。また過去配信されたカードのアクションスキルも同じ値になっている。
- バニー - 対象はみき・昴・望・ゆり・くるみ・あんこ・ミシェル・うらら・心美。バニーの衣装。
  - メモリーズ復刻 - アニメ放送記念の「星守メモリーズ」として復刻。サブカ効果付きになり、アクションスキルは調整が入っている。左端に「星守メモリーズ」のロゴが入る。また過去配信されたカードのアクションスキルも同じ値になっている。
- ハロウィン'16 - 対象は前年と異なる高2、中2、中1の8人。魔女や吸血鬼、キョンシーなどのハロウィン風衣装。
- 添い寝 - 18人の寝間着。アロマキャドルやベッドなどが必要となるが、合宿所で「おやすみモード」が発動し、ボイスドラマが聴ける。
- 星守メイド'16 - 2016年度のメイド服。神樹ヶ峰学園と奏乃宮女学院との合同文化祭で、担当はくじ引きで決定。昴・蓮華・ミシェル・楓・うらら・心美・サドネ・花音・詩穂が奏乃宮担当で、クラシカルメイド服。みき・遥香・望・ゆり・くるみ・あんこ・明日葉・桜・ひなたが神樹ヶ峰担当で、コスプレメイド服。
  - メモリーズ復刻 - アニメ放送記念の「星守メモリーズ」として復刻。サブカ効果付きになり、アクションスキルは調整が入っている。左端に「星守メモリーズ」のロゴが入る。また過去配信されたカードのアクションスキルも同じ値になっている。
- 冬デート - 2016年度のクリスマス期間の衣装。先生とのデートのためのおめかし服。
- クリスマスパーティー！ - 対象は遥香・あんこ・サドネ・詩穂。4人がメインとなったサンタ風衣装。集合カードで、遥香はミシェル・うらら・ひなた、あんこは明日葉・昴・くるみ・心美、サドネは楓・望・蓮華・花音、詩穂はみき・桜・ゆりのグループ。
- 巫女 - 対象は遥香・ゆり・あんこ・明日葉・サドネ・花音・詩穂。巫女風衣装。
  - 新春かるた大会 - サドネがメインとなる集合カード。巫女シリーズに登場した全員でかるた大会をしている。秘密のレッスンはない。
- 白衣の天使 - 対象は遥香・くるみ・蓮華・楓・うらら・心美。遥香と蓮華が白衣、それ以外がナース服。
- 白衣の天使(台湾) - 対象はくるみ・心美・サドネ・花音・詩穂。台湾版バトガとのコラボカード。日本での配信にあたり、台湾版のものからイラストやスキルに調整が入っている。
  - 復刻版 - それぞれ「ハル、サクラ、きみとふたりで。」イベントで復刻。
- バレンタイン'17 - 2017年度の18人のバレンタイン衣装。神樹ヶ峰女学園の新しい制服。高校生が紺色のセーラー服、中学生が緑色のセーラー服で、デザインが少し違う。スカーフの色は以前の制服と同じ学年別色分け。アクションスキル発動時専用ボイス付き。
- 雪あそび - 対象は昴・望・くるみ・ミシェル・サドネ・詩穂。昴・くるみ・詩穂はスノーウェア、望・ミシェル・サドネは冬用の私服といった衣装。
- キッチン - 対象はみき・望・ゆり・あんこ・桜・楓・花音・詩穂。ゆり・楓・詩穂は調理実習だったため、制服の上にエプロン。残りの5人は一度家に帰った後に合流したため、私服の上にエプロンを着用。
- マーチング [♪] - 対象は遥香・明日葉・ひなた・心美・サドネ・花音。トリコロールの配色のマーチング衣装。カードは写真風デザインになっており、カード一覧で全身を見ることができる。下部に他のマーチングカードがあるキャラクターからの一言が添えられている。カード一覧では表示時にシャッターを切る特殊演出が入る。楽曲は「空色メモリーズ」。
- 2ndメモリアル - 過去に登場したアニマル、チア、パイレーツ、ヴァルキリー、チャイナ、バニーをシャッフルしたもの。サブにセットすると、能力値が親密度(60以上で30%、80以上で35%)によって上昇するサブカ効果付き（Extraカードの女の子は最初から35%）。
  - アニマル：望(ライオン)・サドネ(ヒヨコ)・詩穂(クラゲ)
  - チア：みき・あんこ・明日葉
  - パイレーツ：昴・桜・ひなた
  - ヴァルキリー：ゆり・ミシェル・うらら
  - チャイナ：くるみ・心美・花音
  - バニー：遥香・蓮華・楓
- バースデー'17('18) - 2017年度のバースデー衣装。前年と異なり、黒っぽいドレスで、椅子が共に描かれているのが特徴的。今回の復刻カードは女の子ごとに異なる5枚が厳選されている。復刻カードには左端に「HAPPY BIRTHDAY 2017」の文字が入り、すべてサブカ効果が付与。秘密のレッスンをクリアすると、特別ボイスドラマが付いた「フィギュア型プレイヤー」が手に入る。また蓮華の誕生日から3日間ログインすることで手紙(家具)を入手できる。ひなたのバースデーカードのみチェンジスキル付き。
  - 昴：水着'15、バニー、星守メイド'16、冬デート、バレンタイン'17
  - ミシェル：ハロウィン'16、水着'16、バニー、冬デート、バレンタイン'17
  - 蓮華：ザ・ムービー、大晦日、星守メイド'16、白衣の天使、バレンタイン'17
  - 望：バニー、星守メイド'16、バレンタイン'17、雪あそび、キッチン
  - ゆり：星守メイド'16、冬デート、ハロウィン'16、巫女、バレンタイン'17
  - 花音：冬デート、添い寝、巫女、バレンタイン'17、キッチン
  - 遥香：冬デート、添い寝、巫女、白衣の天使、バレンタイン'17
  - くるみ：冬デート、白衣の天使、バレンタイン'17、雪あそび、2ndメモリアル
  - 心美：冬デート、添い寝、白衣の天使、バレンタイン'17、2ndメモリアル
  - 詩穂：冬デート、巫女、バレンタイン'17、雪あそび、キッチン
  - あんこ：冬デート、添い寝、巫女、バレンタイン'17、キッチン
  - ミサキ：水着'17、並行世界
  - サドネ：バレンタイン'17、冬デート、巫女、雪あそび、ハロウィン'16
  - 楓：白衣の天使、冬デート、バレンタイン'17、キッチン、2ndメモリアル
  - 明日葉：
  - うらら：冬デート、2ndメモリアル、白衣の天使、バレンタイン'17、おうちデート
  - みき：キッチン、2ndメモリアル、バレンタイン'17、おうちデート、水着'17
  - 桜：冬デート、2ndメモリアル、バレンタイン'17、おうちデート、水着'17
  - ひなた：冬デート、2ndメモリアル、バレンタイン'17、おうちデート、水着'17
- おうちデート - 18人の部屋着で、自撮り風デザイン。特別なLive2Dモーション「ラブラブモーション」（女の子でモーションが異なる）付きで、タップした際に再生されることがある。サブカ効果付き。
- 新制服 - ☆2。18人の新しい制服。バレンタイン'17とデザインは同じだが、別衣装とされる。
- 水着'17 - 2017年度の19人の水着。サブカ効果付き。
- 星衣フローラ変身 [♪] - 対象は19人。星衣フローラと同じ衣装だが、〈変身〉の文字が追加されて、別衣装と見なされる。また星衣フローラのステータスとアクションスキルは同じ値に調整されている。サブカ効果とアクションスキル発動時専用ボイス（技名を叫ぶ）付き。楽曲は「ホシノキズナ(TVサイズ)」。
- 歌に想いを [♪] - 対象は花音・詩穂。アニメ4話で着用していた白いドレス。サブカ効果付き。楽曲は「Gravity(TVサイズ)」。
- 並行世界 [♪] - 対象はミサキ。黒いバトルスーツに身を包んでいる。サブカ効果付き。楽曲は「ホシノキズナ(TVサイズ)」。
- 星衣フローラ・エルピス [♪] - 対象はみき・ミサキ。アニメ最終話に登場したドレス風の星衣。サブカ効果付き。楽曲は「ホシノキズナ(TVサイズ)」。
- ナイトメア - 対象は遥香・ミシェル・花音・詩穂。2017年度のハロウィン衣装。闇の力に取り込まれた星守。全員の瞳が赤くなり、露出高めの黒いドレスに身を包んでいる。サブカ効果付き。
- 運命の赤い糸 - 対象はみき・望・くるみ・蓮華・明日葉・楓・サドネ・ミサキ。「東京ドームシティ アトラクションズ」とのコラボカードで、カードに描かれている乗り物は実在のもの。秘密のレッスンをクリアすると特別ボイスドラマ付きの家具（入場券）を入手できる。サブカ効果付き。
- 神樹祭記念 - 学園祭『神樹祭』記念の3日間限定ガチャ。排出される☆4カードが特定の女の子のみとなっている（☆3以下は通常通り）。左端に「神樹祭記念」の文字が入り、全てのカードにサブカ効果が付与。ガチャptが一定数貯まると、復刻カードの「【サブカ専用】放課後の約束(神樹祭復刻)」が入手できる。
  - 11月10日〜

みき：キッチン、Tiara、冬デート、添い寝、2ndメモリアル
昴：Sirius、水着'16、添い寝、雪あそび、2ndメモリアル
遥香：Sirius、添い寝、星守メイド'16、白衣の天使、2ndメモリアル
- - 11月13日〜

望：Tiara、水着'16、雪あそび、ハロウィン'16、2ndメモリアル
ゆり：星守メイド'16、ハロウィン'16、Sirius、キッチン、2ndメモリアル
くるみ：元旦、バニー、Tiara、2ndメモリアル、ハロウィン'16
- - 11月16日〜

心美：バニー、Sirius、星守メイド'16、白衣の天使、2ndメモリアル
うらら：Chuuuuu♡Lip、水着'16、冬デート、添い寝、2ndメモリアル
花音：浴衣'16、水着'16、添い寝、キッチン、2ndメモリアル
- - 11月19日〜

桜：浴衣'16、ハロウィン'16、Chuuuuu♡Lip、キッチン、2ndメモリアル
ひなた：星守メイド'16、ハロウィン'16、冬デート、Tiara、2ndメモリアル
サドネ：Tiara、冬デート、巫女、雪あそび、2ndメモリアル
- - 11月22日〜

楓：浴衣'16、Tiara、白衣の天使、キッチン、2ndメモリアル
ミシェル：Chuuuuu♡Lip、星守メイド'16、冬デート、雪あそび、2ndメモリアル
詩穂：星守メイド'16、冬デート、キッチン、添い寝、2ndメモリアル
- - 11月25日〜

あんこ：バニー、Chuuuuu♡Lip、水着'16、星守メイド'16、2ndメモリアル
蓮華：ハロウィン'15、Chuuuuu♡Lip、冬デート、添い寝、2ndメモリアル
明日葉：水着'16、Sirius、星守メイド'16、巫女、2ndメモリアル
- 聖夜（イブ） - 対象はみき/ひなた・遥香/昴・くるみ/桜・ミシェル/楓・花音/うらら。2017年度のクリスマスカード。描かれている女の子2人のうちどちらかを選択できるセレクトカード。アクションスキルと衣装は同じもの。
- 聖夜（X'mas） - 対象は望/ゆり・あんこ/明日葉・サドネ/蓮華・詩穂/心美・ミサキ/みき。2017年度のクリスマスカードで【イブ】と同じくセレクトカード。
  - クリスマスキャロル - 対象はミサキ。2017年度のクリスマス集合カードで、くるみとミシェルが共に描かれている。「クリスマス大集合！」として、2015年度の【メリークリスマス！】、2016年度の【クリスマスパーティー！】が復刻。ロゴが入ってサブカ効果が付与され、全般的に強化されている。
- 迎春 - 対象は遥香・サドネ・花音・詩穂・ミサキ。お正月らしい晴れ着。サブカ効果付加。
  - 星衣フローラ・エルピス、歌に想いを、並行世界、星衣フローラ散壊、希望 - 【迎春】と共に「33連！福袋ガチャ」に追加される復刻カード。「福袋2018」のロゴが入る。
- 大神樹祭2018 - 2018.1.7のイベント「BATTE GIRL FES.大神樹祭2018」を記念した1日限定カード。白と黒をベースにした19人のアイドル風衣装。アクションスキルやなかよしスキルは全員共通。
  - 大神樹祭2018集合 - みきをメインとした高1組の集合カード。
- 奈落フローラ - 対象はくるみ・あんこ・ひなた。アニメに登場した、闇に堕ちた並行世界の星守たち。くるみとあんこは髪が短く、ひなたは髪が長くなっているなど外見に多少の変化があり、ミサキのようにホットパンツとなっている。サブカ効果付加。
- バレンタイン'18(本命) - 対象はみき/楓・くるみ/ひなた・遥香/心美・花音/明日葉・サドネ/ミサキ。2018年度のバレンタインカードでセレクトカード。テレビの企画でチョコを作ることになり、全員可愛らしいペアエプロンを着用。ペアはテレビ局側が考えたもので、下記の【Love】も設定は同じ。サブカ効果付加。
- バレンタイン'18(Love) - 対象は昴/望・蓮華/詩穂・ゆり/桜・あんこ/ミシェル・うらら/ミサキ。2018年度のバレンタインカードで【本命】と同じくセレクトカード。サブカ効果付加。
- メジャーデビュー - 対象は花音・詩穂。白と紺のマリンルック。サブカ効果付加。
  - メジャーデビュー復刻記念 - 【メジャーデビュー】と共に配信された復刻カード。花音は【浴衣'16】、詩穂は【湯上がり】、共通して【星守メイド'16】【巫女】【2ndメモリアル】【おうちデート】が復刻。左端に「f*fメジャーデビュー」の文字が入る。
- お花見旅行 - 対象は昴・くるみ・心美・詩穂・ミサキ。先生とのお花見旅行用の私服。サブカ効果付加。心美のカードのみ、「個人総合ランキング」でのSランクごほうび。
- 3rdメモリアル - セレクトカード。対象は蓮華/あんこ・うらら/心美/桜・ミサキ/楓・花音/詩穂の魔女風衣装、みき/望/ひなた・くるみ/遥香・明日葉/昴/ゆり・ミシェル/サドネの騎士風衣装。チェンジスキル付加。
- バースデー'18 - 2018年度のバースデーカード。王冠とアイドル風ドレスが特徴的。今回も復刻カードは5枚。サブカ効果、チェンジスキル付き。また今年度から「君はどれだけ○○の事を知っているか試験（略：きみしり）」というものが開催。全10問の様々な問いに答える試験。試験結果をツイートすると星のカケラがもらえる。
- ミリタリー - 対象はゆり・あんこ・サドネ・花音。望がデザインした、サバゲー用の迷彩服。
- ウェディング - 対象は蓮華・明日葉・ミシェル・うらら・ミサキ。2018年度のウェディングカード。うららはイベントポイントのご褒美。
- 水着'18 - 対象はみき・遥香・桜・楓・詩穂と昴・くるみ・ひなた・心美・サドネ。18年度の水着。桜とひなたはイベントポイント収集のごほうび。
- 2人一緒 - 対象は楓・ミシェル。イベント「楓とミシェルは家出中！？」最終話追加記念。可愛らしいロリータ服。
- 星装アクアマリン - 対象は望・あんこ・明日葉・花音・ミサキ。
- もののけ - 対象はゆり・うらら・蓮華・ミシェル・詩穂。ゆりは猫又、うららは酒呑童子、蓮華は女郎蜘蛛、ミシェルは妖狐、詩穂は雪女（詩穂のみ目の色も変わる）。ゆりはイベントポイントのランキングごほうび。

### Extraカード
第3部から登場する茉梨、樹、風蘭、明日葉(中1)と第5部から登場するエリカ、葵のカードと衣装。カードにはすべて右上に「Extra」と入る。
時系列的に先生（プレイヤー）がおらず、愛情進化や秘密のレッスンもない。その代わり最初からヒミツが全解放などの特徴がある。また居場所も教室ではなく「旧校舎」となる。
第5部で登場したエリカと葵もこちらに追加。エリカは大人の状態がそのまま転入という扱いで追加されるため、学年はなく「etc.」表記となっている。葵は高校生時代だが、茉梨たちと時系列が違うためか学年は「etc.」表記（エリカも葵もリボンの色は高3の青）。
なでなでが可能になっているが、先生はいないため撫でると「頭を撫でられたような気がする」と言う。「嫌な感じはしない」らしい。エリカのみ先生と対面しているため、撫でられた際の反応も先生ありきのもの。
- 神樹ヶ峰制服 - 対象は茉梨・樹・風蘭・明日葉(中1)・エリカ(高校生時代)・葵。☆4カードだが、制服であるため衣装による個別ボイスはない。
- 旧体操服 - ☆1。対象は茉梨・樹・風蘭・明日葉(中1)・葵。緑色の体操服で、色以外は現代の星守と同じデザイン。葵以外の4人は第3部第2章をクリア、葵は第5部第4章をクリアすることで入手。
- 星衣フローラ - 対象は茉梨・樹・風蘭・葵。
- 水着'17 - 対象は茉梨・樹・風蘭・明日葉(中1)。
- 寝間着 - 対象は茉梨・樹・風蘭・明日葉(中1)。
- 教師 - 対象は樹・風蘭。現代の樹と風蘭。誕生日限定配信。
- 星衣フローラ散壊 - 対象は茉梨。ボロボロになった星衣フローラを纏っている。茉梨の誕生日限定配信。
- 希望 - 対象は茉梨。星衣フローラを纏った茉梨・樹・風蘭が描かれている。
- 普段着 - ☆1。対象はエリカ。
- 残忍 - 対象はエリカ。第1部、第2部で登場したエヴィーナそのままの姿。
- サプライズ - 対象はエリカ。寝間着のような格好。誕生日限定配信。
- 約束 - 対象はエリカ・葵。【ナイトメア】のような衣装を着ている。
- 週末 - 対象はエリカ。私服。「星守センバツ試験」のポイントごほうび。
- 星衣フローラ変身 - 対象は茉梨・樹・風蘭。
- 3rdメモリアル - 対象は茉梨/樹/風蘭・エリカ/葵。茉梨たちは魔女風衣装、エリカたちは騎士風衣装。
- パン屋 - 対象はエリカ・葵。
- バースデー'18 - Extraの2018年度のバースデーカード。現代の星守と違って復刻カードはない。ティアラと白いドレスが特徴。サブカ効果、チェンジスキル付き。「きみしり」はExtraも開催される。
- 罪の誘惑 - 対象は葵。第6部公開記念として6月12日の1日限定配信。
- 保健室の先生 - 対象はエリカ。神樹ヶ峰の先生に就任したエリカの姿。サブカ効果、チェンジスキル付き。
- 通り雨 - 対象は茉梨・樹・風蘭・明日葉(中1)。明日葉(中1)のみランキング戦イベントのご褒美。雨に打たれているため服が透けており、Live2Dでは髪や顔から雫が滴っている。サブカ効果、チェンジスキル付き。

### ログインボーナスチャレンジ
決まった期間、毎日ログインすることで入手できる☆4のカード。スキル発動時のポーズは共通で、カードストーリーはない。
- 星月みき【パティシエ修行中】 - 「Miki」と書かれた赤いエプロンをつけたパティシエ姿。
- 蓮見うらら【小悪魔の誘惑】 - 角や羽など、まさに悪魔のような露出の多い衣装。
- 藤宮桜【眠り姫名演技中】 - バラに埋もれて眠り、お姫様のようなドレスを着ている。
- サドネ【みんな一緒】 - クリノリンをつけた、丈が短めのドレス姿。周囲にはハックやぬいぐるみなどが描かれている。
- 若葉昴【年初めのご挨拶】 - 十二単のような和服姿。
- 成海遥香【泡沫の恋】 - 人魚姫のような衣装。カードでは尾ビレのようなものが見えるが、衣装としてはマーメイドラインのスカート。
- 南ひなた【時計じかけの魔法】 - シンデレラのようなドレス姿で、バルーン状のスカートが特徴。
- 星月みき【赤ずきん】 - そのまま赤ずきんの衣装。アニメ放送記念キャンペーンログインボーナスの1日目で入手。
- ミサキ【新春戌年】 - 犬耳をつけた着物姿のミサキとみき。年末年始豪華ログインボーナスの7日目で入手。

### サブカ専用
サブにしかセットできないカード。原則アクションスキルはない。
- 綿木ミシェル【Chuuuuu♡Lip】 - イベント「わたしたちのスタートライン！」累計500,000ポイント
- 星月みき【みんな笑顔で】 - 第6章「笑顔の先に見えたもの」クリア
- サドネ【二人の出会い】 - 「第1部総集編〜Part1〜」クリア
- 星月みき【新年挨拶】 - イベント「新年のごあいさつ」クリア
- 星月みき【16人なら…！】 - 「第1部総集編〜Part2〜」クリア
- 綿木ミシェル【Chuuuuu♡Lip(サイン)】 - 特設サイトで合言葉入力
- 綿木ミシェル【Chuuuuu♡Lip(ロゴ)】 - CDリリース決定記念キャンペーン
- 楠明日葉【Sirius(サイン)】 -  特設サイトで合言葉入力
- 楠明日葉【Sirius(ロゴ)】 - CDリリース決定記念キャンペーン
- 星月みき【Tiara(サイン)】 -  特設サイトで合言葉入力
- 星月みき【Tiara(ロゴ)】 - CDリリース決定記念キャンペーン
- 煌上花音【ロマン紀行】 - イベント「ほしもり湯けむりロマン紀行」ごほうび
- 【18人で出撃！】 - 第2部総集編記念サブカ専用カード。協力バトルのごほうび交換所にて入手（期間限定）。メイン武器は全7種で、武器によってメインキャラも変化（カード絵は共通）。ソードはみき、スピアは心美、ハンマーは昴、ガンは望、ロッドはうらら、ツインバレットは花音、ブレイドカノンは詩穂で、好きなものを選択できる。アクションスキルを持つ。
- 成海遥香【マーチングクラス】 - 遥香・明日葉・ひなた・心美・サドネ・花音の集合カード。アクションスキルを持つ。ガチャptが溜まると入手。
- 酒出茉梨【放課後の約束】 - 茉梨・樹・風蘭・明日葉(中1)の集合カード。ガチャptが溜まると入手。
- 【アニメ放送記念】 - 【星衣フローラ変身】（ミサキは【星衣フローラ】）と同時入手。アニメのEDイラストをモチーフにしたカードで、全員共通のアクションスキルとサブカ効果付き。
- 【Gravity登場記念】 - 対象は花音・詩穂。【歌に想いを】と同時入手。サブカ効果付きで、アクションスキルは前述のアニメ放送記念と同様。
- ミサキ【4部3章公開記念】 - ミサキの【並行世界】と同時入手。効果は【アニメ放送記念】と同様だが、絵柄が異なる。
- 【4部4章公開記念】 - 対象はみき・ミサキ。【星衣フローラ・エルピス】と同時入手。効果は【アニメ放送記念】と同様。
- 【ファンタジー】 - 対象はみき・ひなた、遥香・サドネ、昴・桜。「星守☆チャンス」の抽選で入手。それぞれ、みきは剣士、ひなたは格闘家、遥香は聖職者、サドネはエルフ、昴はトレジャーハンター、桜は魔女がモチーフ。衣装のみ入手も可能。
- 【忍者】 - 対象は昴・桜。クノイチの格好。「迎春！招福城を進め！」で入手できる『万福の鍵』で開けられる宝箱の中に入っているごほうび。衣装のみ入手も可能。
- 【二人の約束】 - 対象は葵。第5部4章公開記念ガチャのガチャptを溜めると入手。
- 【パーティドレス】 - 対象は望・ゆり・ミシェル。「星守チャンス 〜Bridal Celebration〜」の抽選で入手。衣装のみの入手も可能。
- サドネ【夕暮れの抱擁】 - 第6部を最後までクリアすると期間限定課題から入手可能。

## 星守アイドルプロジェクト
16人の星守が3チームに分かれてアイドル活動を行う企画。元は神樹祭（文化祭）の出し物の一環で、くるみが見つけた「星守ノ書」に星守を5人選抜し、神樹に歌と踊りを捧げていたと書かれていた事からそれに関連付けて結成されたもの。衣装は望、歌詞は楓が考えている。チーム名はゲーム内イベントの投票で決定。
Chuuuuu♡Lip（チューリップ）
メンバー：綿木ミシェル（リーダー）・蓮見うらら・芹沢蓮華・粒咲あんこ・藤宮桜
「神樹祭ファーストライブ決定戦！」で3チームから選ばれた最初のユニットで、ミシェルがリーダーのチーム・イエロー。
Sirius（シリウス）
メンバー：楠明日葉（リーダー）・朝比奈心美・若葉昴・成海遥香・火向井ゆり
第1部終了後の地球奪還の祝賀会の余興として始動した、明日葉をリーダーとするチーム・ブルー。
Tiara（ティアラ）
メンバー：星月みき（リーダー）・常磐くるみ・天野望・千導院楓・南ひなた・サドネ
「また星守アイドルをやって欲しい」というファンの声に応えるべく行うことになった野外ライブのために始動した、みきがリーダーのチーム・レッド。サドネは「レッドがアイドルをやる時に一緒に」と言われて加入。
f*f（フォルテシモ）
メンバー：煌上花音・国枝詩穂
国民的な超人気アイドルユニット。昔から人付き合いが苦手で孤立していた花音が、特待生として入学した詩穂の歌を聴いたことから彼女との交友を持ち、2人でアイドルを目指すようになった。

### アイドルソング
1st Anniversary Single「STAR☆T」収録
「わたしたちのスタートライン！」
作詞：yuiko／作曲：木村有希／編曲：成瀬裕介／歌：Chuuuuu♡Lip（CV：加藤英美里、内田真礼、南條愛乃、内山夕実、久野美咲）
「Believe in Stars」
作詞：yuiko／作曲：木村有希／編曲：高橋浩一郎／歌：Sirius（CV：田村睦心、佐倉綾音、雨宮天、上坂すみれ、原田ひとみ）
「ハートの軌跡」
作詞：yuiko／作曲：神田怜鴎／編曲：高橋浩一郎／歌：Tiara（CV：洲崎綾、東山奈央、早見沙織、五十嵐裕美、木戸衣吹、悠木碧）
1st シングル「Deep-Connect」収録
「Deep-Connect」
作詞：ミズノゲンキ／作曲・編曲：睦月周平／歌：f*f（CV：本渡楓、下地紫野）
「Decision」
作詞：ミズノゲンキ／作曲：流歌／編曲：成瀬祐介／歌：f*f（CV：本渡楓、下地紫野）
「Desire Link」
作詞：ミズノゲンキ／作曲：設楽哲也／編曲：睦月周平／歌：f*f（CV：本渡楓、下地紫野）

## アイドルガール アフタースクール
女の子たちがトップアイドルを目指すパラレルワールドのお話。ここではプレイヤーは先生ではなく、マネージャーとなってアイドルたちを育成していく。プレイヤーが「アイドルのマネージャーを目指す元・高校教師」になっているなど、本編とは設定がかなり異なる。略称は「アドガ」。

### あらすじ
「マネージャー！今度のライブは、センター奪還ですね！」
イロウスも星守もいない世界。『名出プロダクション』（なでプロ）に所属していた「星の歌姫」に憧れ、アイドルを目指すようになった星月みきは、新任マネージャーとしてやってきたプレイヤーと出会う。
かつては一流だった名出プロダクションだったが、現在は廃れてしまい、さらに社長は夜逃げ。自称有能秘書アルルに3週間後のミニライブを何とかするように言われる。そしてみきの提案で新しくアイドルをスカウトすることになり、「アイドルの才能を持つ女の子に反応する」という『星の羅針盤』を頼りにマネージャーはスカウトへ赴くことになる。

### 「バトルガール ハイスクール」キャラクターボーカルシリーズ
01／2016.8.24発売
「Pop☆Girls!」
作詞：yuiko／作曲：秋浦智裕／編曲：山崎佳祐／歌：Princess（CV：洲崎綾、佐倉綾音、雨宮天）
「Unlock」
作詞：yuiko／作曲：睦月周平／編曲：成瀬裕介／歌：rouge（CV：東山奈央、早見沙織、上坂すみれ）
02／2016.12.21発売
「キミはワタシの…♡」
作詞：yuiko／作曲：mampuku／編曲：KAN TAKAHAKO／歌：Pixie（CV：内田真礼、原田ひとみ、加藤英美里）
「Glowing × Heart」
作詞：yuiko／作曲・編曲：inn／歌：/MUTE（CV：南條愛乃、田村睦心、内山夕実）
03／2017.2.22発売
「夏音 -フシギナイロ- 」
作詞：yuiko／作曲：山田智和／編曲：成瀬裕介／歌：Clover（CV：五十嵐裕美、久野美咲、木戸衣吹、悠木碧）
「Cat-Cat Romance」
作詞：ミズノゲンキ／作曲：ヤナガワタカオ／編曲：R・O・N／歌：f*f（CV：本渡楓、下地紫野）

## 主題歌
「Believe」（『STAR☆T』収録）
作詞・作曲・編曲：colopl／歌：星月みき（CV：洲崎綾）
合宿所に設置したレコードプレイヤーでみきの歌唱とoff vocalが聴ける。

## スペシャルコンテンツ

### Webラジオ
『バトルガール ハイスクール なでラジ』のタイトルで2015年6月30日から12月8日まで毎週火曜日に『バトルガール ハイスクール』公式サイト内と音泉にて配信されていたWebラジオ番組。パーソナリティは洲崎綾（星月みき 役）

#### コーナー
お聞きします
ゲストに一問一答していくコーナー。
なでなでゲット大作戦!
ゲーム内のキャラクターが言いそうなセリフに対して、リスナーがどんな言葉で返していくかを募集するコーナー。募集した言葉をパーソナリティとゲストが「○○なでなで」で判定する。
この瘴気は…イロウス!
リスナーから実生活で感じた「瘴気（ゲーム内用語。敵キャラクター『イロウス』が近づくと感じる困った状況）」を募集して発表するコーナー。募集した瘴気に対して、パーソナリティとゲストが解決法を伝授する。
競技の時間
パーソナリティとゲストによる対決コーナー。パーソナリティが勝つと『ご褒美のかけら』が貰える。
なでラジ コラボ研究室
ゲーム内に出てくるコンテンツをリスナーと共に研究し、ラジオとのコラボコンテンツとして練り上げてゲーム内に登場させようとするコーナー。

#### ゲスト
- 第1回（2015年6月30日）・第2回（7月7日） - 五十嵐裕美（南ひなた 役）
- 第3回（7月14日）・第4回（7月21日） - 早見沙織（常磐くるみ 役）
- 第5回（7月28日）・第6回（8月4日） - 久野美咲（藤宮桜 役）
- 第7回（8月11日）・第8回（8月18日） - 加藤英美里（綿木ミシェル 役）
- 第9回（8月25日）・第10回（9月1日） - 田村睦心（楠明日葉 役）
- 第11回（9月8日）・第12回（9月15日） - 内山夕実（粒咲あんこ 役）
- 第13回（9月22日）・第14回（9月29日） - 上坂すみれ（火向井ゆり 役）
- 第15回（10月6日）・第16回（10月13日） - 木戸衣吹（千導院楓 役）
- 第17回（10月20日）・第18回（10月27日） - 内田真礼（蓮見うらら 役）
- 第19回（11月3日）・第20回（11月10日） - 福原綾香（御剣先生 役）
- 第21回（11月17日）・第22回（11月24日） - 南條愛乃（芹沢蓮華 役）
- 第23回（12月1日）- 悠木碧（サドネ 役）
- 【最終回】第24回（12月8日） - 東山奈央（天野望 役）

### 漫画
WEBマンガ
マンガ雑誌アプリ『マンガボックス』にて配信。
4コママンガ
公式サイト内にて2015年6月9日より配信。

### LINEスタンプ
2016年11月1日累計利用者数300万人を記念して配信された。

## テレビアニメ
2016年4月14日にアニメ化が発表され、2017年7月より9月までTOKYO MX、YouTubeほかにて放送された。

### スタッフ
- 原作 - コロプラ
- 監督 - 秋田谷典昭[7]
- 副監督 - 大石康之[7]
- シリーズディレクター - 三宅和男[7]
- シリーズ構成 - 黒田洋介[7]
- キャラクターデザイン - 山本周平、古川英樹[7]
- アクション・エフェクト設計 - 酒井智史、小澤和則[19]
- 服装・プロップ設定 - 今井雅美、松永辰、藁科将人[19]
- 武器・イロウスデザイン - 宮尾佳和、由利聡[19]
- 色彩設計 - 重冨英里[19]
- 美術監督 - 三原伸明[19]
- 3D監督 - 陸川励[19]
- 撮影監督 - 廣岡岳[19]
- 編集 - 坪根健太郎[19]
- 音響監督 - 郷文裕貴[19]
- 音楽 - kz[7]
- 音楽制作 - フライングドッグ[19]
- 音楽プロデューサー - 佐藤正和
- プロデューサー - 沼田知己、小松茂明、吉田博、深尾聡志
- アニメーションプロデューサー - 金子逸人、中川二郎
- アニメーション制作 - SILVER LINK.[7]
- 製作 - TVアニメ「バトルガール ハイスクール」製作委員会（コロプラ、フライングドッグ、博報堂DYミュージック&ピクチャーズ）

### 主題歌
オープニング・テーマ「ホシノキズナ」（第1話 - 第12話）
作詞 - ミズノゲンキ / 作曲・編曲 - kz / 歌 - 神樹ヶ峰女学園星守クラス
第1話ではエンディングテーマ位置で使用。第12話ではエンディングテーマとしても使用。
エンディングテーマ「Melody Ring」（第2話、第3話、第5話 - 第11話）
作詞 - ミズノゲンキ / 作曲・編曲 - kz / 歌 - f*f
挿入歌
作詞 - ミズノゲンキ / 歌 - f*f
「Deep-Connect」（第1話、第4話）
作曲・編曲 - 睦月周平
「Cat-Cat Romance」（第4話）
作曲 - ヤナガワタカオ / 編曲 - R・O・N
「Gravity」（第4話）
作曲・編曲 - kz

### 各話リスト
| 話数   | サブタイトル                   | 脚本     | 絵コンテ            | 演出                                  | 作画監督 | 総作画監督        |
| ------ | ------------------------------ | -------- | ------------------- | ------------------------------------- | --- | ----------------- |
| 第1話  | 私たちガンバリます！           | 木村暢   | 秋田谷典昭          | 守田芸成                              | 藤井文乃、藁科将斗 | 山本周平          |
| 第2話  | そこがツボなの？               | 雑破業   | 大石康之            | 大石康之                              | 柴田志朗、片山敬介、藤井文乃 三好智志、山本亮友、山本周平 | 古川英樹          |
| 第3話  | リゾート×合宿×エスケープ？     | 兵頭一歩 | 二瓶勇一            | 黒田晃一朗                            | 渡邊一平太、冨田佳亨、佐藤弘明 和田賢人 | 山本周平          |
| 第4話  | 歌に想いを                     | 木村暢   | 杉村苑美            | 杉村苑美                              | 森悦史、宇良隆太、三好智史 藤井文乃、藁科将斗 | 古川英樹          |
| 第5話  | アイリスの花言葉               | 雑破業   | 三宅和男            | 伊部勇志                              | 森悦史、藤井文乃、三好智史 服部憲二、藁科将斗、池田香織 木下ゆみこ、大槻南雄、八代きみこ 本田辰雄、小野田将人                                                                                                   | 山本周平          |
| 第6話  | れんげがくるみでくるみがれんげ | 雑破業   | 下司泰弘            | 下司泰弘                              | 片山敬介、藤井文乃、森悦史 三好智史、山本亮友、井上美香 胡陽樹 | 古川英樹          |
| 第7話  | 守る力                         | 兵頭一歩 | 大石康之            | 大石康之 秋田谷典昭                   | 片山敬介、藤井文乃、森悦史 三好智志、小川美帆、松本勝次 平山剛士、古俣拓磨、三好智史 本多宏幸、前嶋弘史、塚本歩 菅原裕幸、藁科将斗、冨田泰弘 冨田佳亨、原口渉、大槻楠雄 小澤和則 山本亮友、山本周平、野田めぐみ | 山本周平 山本亮友 |
| 第8話  | 星守たちの休日                 | 雑破業   | 三宅和男            | 丸山由太                              | 本田創一、木下ゆみこ、平山剛士 本多弘幸、前嶋弘史、古谷梨絵 藤井文乃、藁科将斗、山本亮友 古川英樹 | 古川英樹          |
| 第9話  | 神樹祭                         | 木村暢   | こでらかつゆき      | 西村大樹                              | 青木真理子、細山正樹、輿石暁 高田三郎、藤井文乃、藁科将斗 山本亮友 | 山本周平          |
| 第10話 | 家族                           | 兵頭一歩 | 福島利規            | 杉村苑美                              | 金正男、片山敬介、森悦史 本多弘幸、本田創一、山本亮友 木下由美子、藁科将斗、前嶋弘史 杉村苑美 | 古川英樹          |
| 第11話 | 真実                           | 木村暢   | 秋田谷典昭          | 秋田谷典昭                            | 山本周平、山本亮友、片山敬介 藁科将斗、松本勝次、森悦史 前嶋弘史、井上美香、小澤和則 | 山本周平          |
| 第12話 | きずな                         | 雑破業   | 三宅和男 秋田谷典昭 | 三宅和男 守田芸成 大石康之 秋田谷典昭 | 藤井文乃、片山敬介、松本勝次 前嶋弘史、森悦史、本多弘幸 平山剛士、藁科将斗、酒井智史 山本亮友、山本周平、古川英樹                                                                                               | 古川英樹          |

なお、サブタイトルには多少の表記ゆれが見られる。

### 放送局
| 放送期間               | 放送時間                     | 放送局   | 対象地域   | 備考                      |
| ---------------------- | ---------------------------- | -------- | ---------- | ------------------------- |
| 2017年7月3日 - 9月18日 | 月曜 0:30 - 1:00（日曜深夜） | TOKYO MX | 東京都     |                           |
|                        |                              | BS11     | 日本全域   | BS放送 / 『ANIME+』枠     |
|                        | 月曜 1:55 - 2:25（日曜深夜） | カンテレ | 近畿広域圏 |                           |
| 2017年7月6日 - 9月21日 | 木曜 0:30 - 1:00（水曜深夜） | AT-X     | 日本全域   | CS放送 / リピート放送あり |

| 配信期間               | 配信時間        | 配信サイト                                                                       |
| ---------------------- | --------------- | -------------------------------------------------------------------------------- |
| 2017年7月3日 - 9月30日 | 月曜 12:00 更新 | YouTube [ 17 ] dアニメストア バンダイチャンネル AbemaTV Amazon アニメ放題 U-NEXT |

| カンテレ 月曜1:55 - 2:25（日曜深夜）枠 | カンテレ 月曜1:55 - 2:25（日曜深夜）枠 | カンテレ 月曜1:55 - 2:25（日曜深夜）枠 |
| 前番組                                 | 番組名                                 | 次番組                                 |
| -------------------------------------- | -------------------------------------- | -------------------------------------- |
| リトルウィッチアカデミア （UHFアニメ） | バトルガール ハイスクール              | ブレンド・S                            |

### BD / DVD
| 巻 | 発売日         | 収録話         | 規格品番 | 規格品番 |
| 巻 | 発売日         | 収録話         | BD       | DVD      |
| -- | -------------- | -------------- | -------- | -------- |
| 1  | 2017年11月22日 | 第1話 - 第4話  | VTZF-91  | VTZF-94  |
| 2  | 2017年12月20日 | 第5話 - 第8話  | VTZF-92  | VTZF-95  |
| 3  | 2018年1月24日  | 第9話 - 第12話 | VTZF-93  | VTZF-96  |

## 関連書籍
ビジュアルファンブック
- バトルガール ハイスクール 公式ビジュアルファンブック（2016年4月27日発売、KADOKAWA、ISBN 978-4-04-869437-7）

ポストカードブック
- バトルガール ハイスクール POSTCARD BOOK （2017年2月15日発売、パルコ、ISBN 978-4-86-506206-9）

コミック
- バトルガール ハイスクール The 4コマ（原作：コロプラ、作画：櫻井マコト、連載：電撃G'sコミック）
  - アイドルガール アフタースクール（2017年5月26日発売、KADOKAWA<電撃コミックスEX>、ISBN 978-4-04-892921-9）
  - 星守課外授業（2018年3月24日発売、KADOKAWA<電撃コミックスEX>、ISBN 978-4-04-893727-6）

ライトノベル
- バトルガール ハイスクール（原作・監修：コロプラ、著：八奈川景晶、イラスト：ハル犬）
  - PART.1 Believe（2017年6月20日発売、KADOKAWA<富士見ファンタジア文庫>、ISBN 978-4-04-072172-9）
  - PART.2 Deep-Connect（2017年8月19日発売、KADOKAWA<富士見ファンタジア文庫>、ISBN 978-4-04-072173-6）

アートワークス
- バトルガール ハイスクール 【オフィシャルアートワークス】（2017年8月3日発売、KADOKAWA、ISBN 978-4-04-105770-4）

## コラボレーション
殆どが外食系とのコラボレーションで占められている。

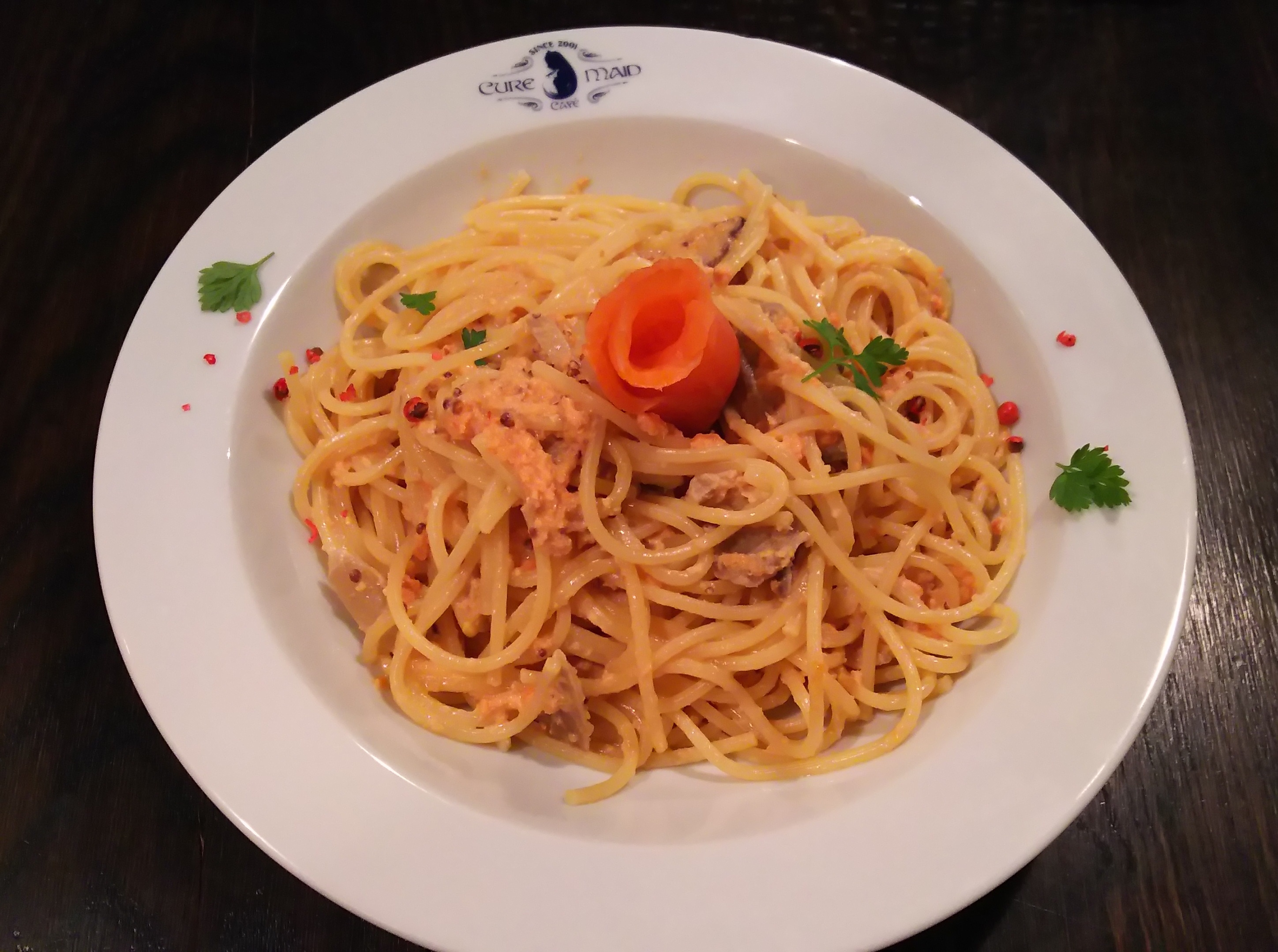
コラボカフェ第2弾「奏乃宮女学院編」のコラボメニュー「花音と詩穂の秘密の花園パスタ」

コラボカフェ「星守メイドカフェへようこそ!」（2015年11月13日 - 11月23日）
東京・秋葉原のキュアメイドカフェとコラボし、同店で登場する女の子にちなんだメニューの提供、設定画などの展示、オリジナルグッズの販売が行われた。またゲーム内でもカフェにちなんだイベントが行われた。
コラボカフェ第2弾「アキバde学園祭♡星守メイドカフェ」（2016年11月2日 - 11月30日）
前年のコラボカフェの成功を受け、同じくキュアメイドカフェでコラボメニューの提供やグッズ販売が行われ、第2部から登場した花音と詩穂の等身大パネルが店頭に飾られた。期間中の前半（11月2日 - 11月17日）を「奏乃宮女学院編」、後半（11月18日 - 11月30日）を「神樹ヶ峰女学院編」として、メニューや店内装飾などが入れ替えられた。またキュアメイドカフェと同じビルにあるコスパにてミス・コンテストが開催され、ゲーム内のミスター・コンテストと連動したイベントが行われた。
バトルガール ハイスクール×ミニストップ（2017年6月12日 - ）
コンビニエンスストアのミニストップの宣伝大使を星守たちが務めるという企画で、6月12日から18日までゲーム内で宣伝大使を選出する総選挙「選んで!ミニストップ宣伝大使!」が行われた。7月18日からはゲーム内でミニストップの「ハロハロ果実氷いちご」が親密度アップアイテムとしてドロップするようになった。8月1日からは選挙で選ばれた高2チーム（天野望、火向井ゆり、常磐くるみ）とf*fチーム（煌上花音、国枝詩穂）によるミニストップの店内放送を開始した。同時に8月7日まで対象商品に付けられたシリアルコードを使って「超宣伝大使」を決める決選投票が行われたほか、ゲーム内でもシリアルコード入力でアイテム「ミニストップコラボフィギュア」を手に入れることができた（Android限定）。
バトルガール ハイスクール×カラオケアドアーズ（2017年7月10日 - 8月31日）
秋葉原にあるカラオケアドアーズ秋葉原店の8階をバトルガール ハイスクールがまるごとジャックするという企画で、通路やルーム内が作品の世界観に沿って装飾されたほか、グッズ販売やコラボメニューなどが提供された。グッズやコラボメニューは、カラオケを利用せずともテイクアウトで購入できた。当初は8月10日までの予定であったが、好評につき8月31日まで延長された。
バトルガール ハイスクール×スイーツパラダイス（2017年8月4日 - 11月19日）
コラボメニューの提供と同メニュー注文者への限定クリアファイルの配布、グッズ販売が東京（上野ABAB店）・大阪（天王寺店）・名古屋（CoLaBoNo）で開催される。グッズ購入のみの利用も可能である。
アリス・ギア・アイギス×バトルガール ハイスクール（2019年8月30日 - 10月11日、2023年11月28日 -）
サービス終了告知と同時にコラボ開催することを告知され、サービス終了翌日コラボ先でのイベント参加事前登録が開始され、プレイアブルキャラも星月みき、サドネ、常磐くるみ、綿木ミシェルの参戦が決定し、唯一の非外食系コラボレーションである。

### ユニットメンバー
1. ↑  星月みき（洲崎綾）、若葉昴（佐倉綾音）、成海遥香（雨宮天）、天野望（東山奈央）、火向井ゆり（上坂すみれ）、常磐くるみ（早見沙織）、煌上花音（本渡楓）、国枝詩穂（下地紫野）、粒咲あんこ（内山夕実）、芹沢蓮華（南條愛乃）、楠明日葉（田村睦心）、藤宮桜（久野美咲）、南ひなた（五十嵐裕美）、サドネ（悠木碧）、千導院楓（木戸衣吹）、綿木ミシェル（加藤英美里）、朝比奈心美（原田ひとみ）、蓮見うらら（内田真礼）、ミサキ（高橋李依）
2. 1 2  煌上花音（本渡楓）、国枝詩穂（下地紫野）